# Тернопіль
Терно́піль (МФА: [terˈnɔpʲilʲ] ( прослухати); до 1944 року також Тарнополь) — місто в Україні, політико-адміністративний, економіко-діловий, релігійний та культурний центр Тернопільської області. Один із трьох головних центрів історико-географічного регіону Галичина, головне місто Галицького Поділля. Тернопіль розташований на берегах річки Серет. Місто є значним транспортним вузлом України, через яке перетинаються важливі автомобільні та залізничні шляхи. Обслуговується міжнародним аеропортом «Тернопіль» (за 3 км на схід від міста).
Місто засноване 1540 року Яном Амором Тарновським. До 1569 року належало до Теребовлянського староства (пізніше повіту) Руського воєводства Королівства Польського. Впродовж 1569—1772 років у складі Речі Посполитій: у складі Теребовлянського повіту Галицької землі Руського воєводства; у 1772—1810, 1815—1867 роках — центр Тернопільського округу у складі Королівства Галичини та Володимирії, 1810—1815 — Тернопільського краю Російської імперії, з 1854 по 1939 роки — адміністративний центр Тернопільського повіту у складі різних держав: Австрійської імперії, Австро-Угорщини, ЗУНР, ГСРС, Другої Речі Посполитої. Від 1920 — адміністративний центр воєводства, від 1939 — області. З листопада 1918 до 2 січня 1919 року Тернопіль — столиця ЗУНР, а з 8 липня по 21 вересня 1920 року Тернопіль був столицею маріонеткового більшовицького державного утворення — Галицької СРР. У період нацистської окупації (1 серпня 1941 — квітень 1944) місто підпорядковувалося дистрикту «Галичина».
Покровителем міста вважають святу Теклю. До Другої світової війни вівтар із її зображенням знаходився у Домініканському костелі — нині Соборі Непорочного Зачаття Пресвятої Богородиці.
До 2018 року — адміністративний центр Тернопільської міської ради. З 2018 року — адміністративний центр Тернопільської міської громади.

## Походження назви
Існує дві поширені версії походження назви. З огляду на те, що місто було засновано відомим магнатом Яном Амором Тарновським, давня назва Тарнополь могла походити від прізвища магнатів Тарновських і грецького скороченого закінчення -поль від поліс «місто». Своєю чергою, прізвище роду виводять із назви їхнього родового міста — Тарнова. Також на честь Тарновських названі засновані ними міста Тарнобжег і Тарногород. Така практика була поширена серед магнатів Речі Посполитої, як і надання місту герба свої власників — Леліви. Водночас згідно локаційного привілею король Сигізмунд І надав право «Яну, графу з Тарнова, каштеляну краківському», на місцевість лат. Tarnopolie, трансліт. МФА: [t̪ärˈn̪ɔpɔlʲjɛ] (Тарнопольє), і ймовірно ця назва могла походити від тернового поля.

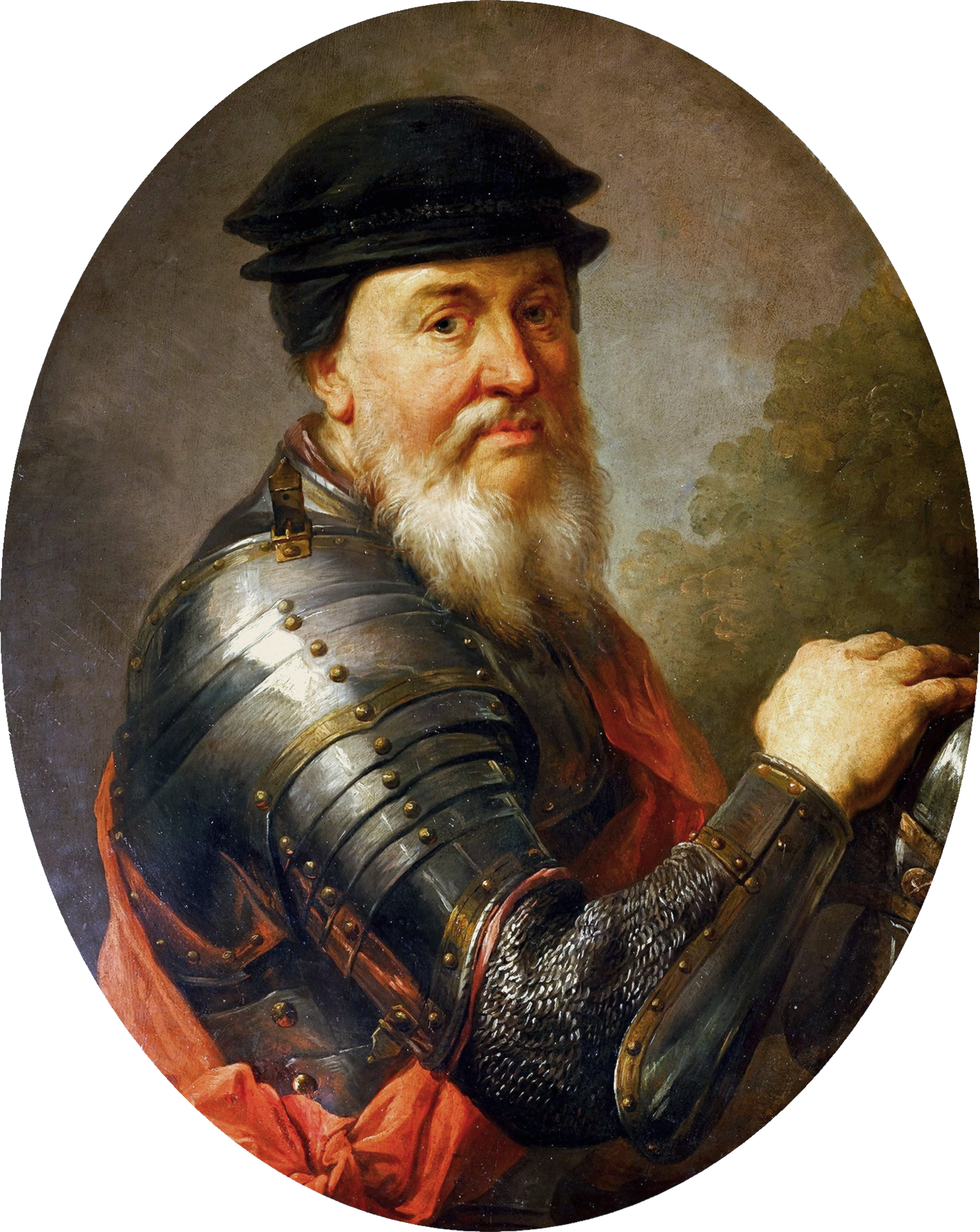
Ян-Амор Тарновський
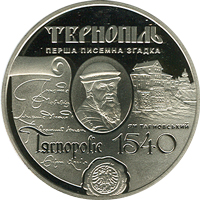
Ювілейна монета НБУ, присвячена першій писемній згадці про місто (реверс)
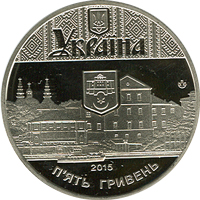
Ювілейна монета НБУ, присвячена першій писемній згадці про місто (аверс)
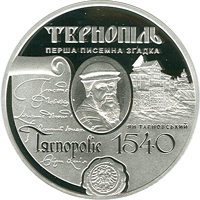
Ювілейна монета НБУ, присвячена першій писемній згадці про місто (срібло, реверс)
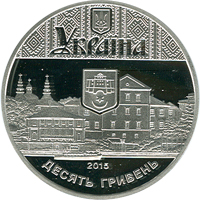
Ювілейна монета НБУ, присвячена першій писемній згадці про місто (срібло, аверс)

До середини XX століття в українській мові місто не мало сталої назви. Так в україномовних, російськомовних, а також писаних язичієм офіційних державних, наукових і інших джерелах водночас вживались варіанти Тернополь, Тернопіль, Тарнополь та Тарнопіль. Після включення західноукраїнських земель до складу УРСР місто називалось Тарнополем до 9 серпня 1944 року, коли спеціальним указом Президія Верховної Ради СРСР змінила назву міста на Тернопіль. Тоді ж область була перейменована із Тарнопільської на Тернопільську.
Назва міста іншими мовами:
| Мова        | Переклад   | Мова        | Переклад     |
| ----------- | ---------- | ----------- | ------------ |
| Англійською | Ternopil   | Румунською  | Ternopil     |
| Польською   | Tarnopol   | Білоруською | Цярнопаль    |
| Литовською  | Ternopilis | Італійською | Ternopil     |
| На івриті   | טרנופול    | Вірменською | Տերնոպոլ     |
| Китайською  | 捷尔诺波尔 | Японською   | テルノーピリ |
| Перською    | ترنوپیل    | Корейською  | 테르노필     |

## Географія
| Відстані до інших обласних центрів (автошляхами) | Відстані до інших обласних центрів (автошляхами) |
| Місто                                            | Відстань                                         |
| ------------------------------------------------ | ------------------------------------------------ |
| Вінниця                                          | 239                                              |
| Дніпро                                           | 818                                              |
| Донецьк                                          | 1068                                             |
| Житомир                                          | 325                                              |
| Запоріжжя                                        | 884                                              |
| Івано-Франківськ                                 | 137                                              |
| Київ                                             | 465                                              |
| Кропивницький                                    | 564                                              |
| Луганськ                                         | 1219                                             |
| Луцьк                                            | 164                                              |
| Львів                                            | 127                                              |
| Миколаїв                                         | 713                                              |
| Одеса                                            | 676                                              |
| Полтава                                          | 819                                              |
| Рівне                                            | 158                                              |
| Сімферополь                                      | 1048                                             |
| Суми                                             | 810                                              |
| Ужгород                                          | 353                                              |
| Харків                                           | 963                                              |
| Херсон                                           | 780                                              |
| Хмельницький                                     | 117                                              |
| Черкаси                                          | 587                                              |
| Чернівці                                         | 176                                              |
| Чернігів                                         | 622                                              |

У фізико-географічному відношенні місто розташоване на Тернопільському плато Подільської височини Східно-Європейської рівнини. Належить до помірного поясу зони широколистих лісів.
В історико-географічному відношенні місто розташоване в Галичині. Етнографічні межі Волині та Поділля знаходяться за 25—30 км від міста.
У давнину місто знаходилося на вигідних торговельних шляхах, за рахунок чого швидко збільшувалося. Зараз це важливий транспортний вузол України. У місті перетинаються важливі автомобільні шляхи, зокрема автошляхи М09, М12, E50, М19 (E85), Н18, Р39, Р41, Р43.

### Агломерація
Тернопіль є центром міської агломерації, яка налічує близько півмільйона осіб.
Приміські населені пункти:
- Буцнів
- смт Велика Березовиця
- Байківці
- Біла
- Гаї-Гречинські
- Великі Гаї
- Гаї-Шевченківські
- Острів
- Петриків
- Підгороднє
- Смиківці
- Чистилів
- Шляхтинці

Приблизна статистика агломерації (2011): чисельність населення — 506,1 тис. осіб; площа — 4473 кв. км.; щільність населення — 113,1 осіб/кв. км.
У складі:
- місто Тернопіль — 226,0 тис. осіб, 72 км²
- Тернопільський район — 60,8 тис. осіб, 749 км²
- Збаразький район — 60,3 тис. осіб, 863 км²
- Зборівський район — 47,0 тис. осіб, 978 км²
- Козівський район — 41,8 тис. осіб, 694 км²
- Теребовлянський район — 70,2 тис. осіб, 1130 км²

### Рельєф
Місто розташоване переважно на рівнині. На місцях, де текла річка Рудка, утворилась долина. Незначне підвищення утворилось на території поблизу вулиці Тарнавського.
У Тернопільському районі горбиста місцевість, завдяки горам Медоборам. Рельєф району проявляється і в Тернополі. Висота пагорбів у районі Кутківців — 349—356 м. Найвища точка — 374 м — Східний масив, проспект Степана Бандери, біля магазину «Орбіта». Найнижча точка — 298 м — береги річки Серет, що біля Об'їзної дороги, неподалік спортивного комплексу «Політехнік». Середня висота міста над рівнем моря — 320 м.

### Клімат
Клімат Тернополя є помірно континентальним, з теплим вологим літом і м'якою зимою. Середня температура повітря коливається від — 5 °C у січні до +19 °C у липні. Середньорічна кількість опадів становить 520—600 мм. Найвища температура у Тернополі спостерігалась 18 липня 2007 року — до +38 °C. Найнижча температура спостерігалась у Тернополі до −34 °С.
| Клімат Тернополя (1949–2011) | Клімат Тернополя (1949–2011) | Клімат Тернополя (1949–2011) | Клімат Тернополя (1949–2011) | Клімат Тернополя (1949–2011) | Клімат Тернополя (1949–2011) | Клімат Тернополя (1949–2011) | Клімат Тернополя (1949–2011) | Клімат Тернополя (1949–2011) | Клімат Тернополя (1949–2011) | Клімат Тернополя (1949–2011) | Клімат Тернополя (1949–2011) | Клімат Тернополя (1949–2011) | Клімат Тернополя (1949–2011) |
| Показник                     | Січ.                         | Лют.                         | Бер.                         | Квіт.                        | Трав.                        | Черв.                        | Лип.                         | Серп.                        | Вер.                         | Жовт.                        | Лист.                        | Груд.                        | Рік                          |
| Абсолютний максимум, °C      | 12,2                         | 17,3                         | 25,0                         | 30,0                         | 30,2                         | 37,8                         | 38,4                         | 36,1                         | 32,1                         | 25,7                         | 19,9                         | 13,9                         | 38,4                         |
| Середній максимум, °C        | −1,9                         | −0,4                         | 4,7                          | 12,7                         | 18,8                         | 21,4                         | 23,2                         | 23,0                         | 18,1                         | 12,1                         | 4,8                          | −0,4                         | 11,2                         |
| Середня температура, °C      | −4,4                         | −3,4                         | 0,7                          | 7,8                          | 13,6                         | 16,5                         | 18,1                         | 17,5                         | 12,9                         | 7,4                          | 1,9                          | −2,8                         | 7,1                          |
| Середній мінімум, °C         | −7,3                         | −6,4                         | −2,8                         | 3,1                          | 8,2                          | 11,3                         | 13,0                         | 12,3                         | 8,1                          | 3,4                          | −0,8                         | −5,4                         | 3,0                          |
| Абсолютний мінімум, °C       | −31,6                        | −31                          | −23,9                        | −6,1                         | −2,2                         | −1,7                         | 4,0                          | 3,6                          | −4                           | −10,5                        | −18                          | −27                          | −31,6                        |
| Норма опадів, мм             | 33.0                         | 27.7                         | 34.1                         | 46.6                         | 71.8                         | 77.6                         | 83.5                         | 78.2                         | 60.6                         | 37.1                         | 34.6                         | 35.0                         | 619.8                        |
| Днів з опадами               | 19,5                         | 18,2                         | 16,3                         | 11,3                         | 11,0                         | 11,4                         | 9,6                          | 8,1                          | 10,0                         | 10,1                         | 15,2                         | 19,4                         | 160,1                        |
| Вологість повітря, %         | 85.8                         | 84.3                         | 78.6                         | 67.7                         | 67.1                         | 71.6                         | 73.6                         | 73.0                         | 75.8                         | 79.6                         | 86.2                         | 87.0                         | 77.5                         |
| ---------------------------- | ---------------------------- | ---------------------------- | ---------------------------- | ---------------------------- | ---------------------------- | ---------------------------- | ---------------------------- | ---------------------------- | ---------------------------- | ---------------------------- | ---------------------------- | ---------------------------- | ---------------------------- |
| Джерело: Climatebase.ru      |                              |                              |                              |                              |                              |                              |                              |                              |                              |                              |                              |                              |                              |

### Водойми
Найбільшою водоймою та окрасою міста є Тернопільський став, розташований на річці Серет. Раніше під самим Тернополем протікала річка Рудка (майже повністю висохла впродовж другої половини XIX століття). Вона текла зокрема по лінії сучасних вулиць Соломії Крушельницької та Галицькій, а починалася неподалік сучасного Підволочиського шосе.

## Історія

### Заснування міста
Вперше Тернопіль згадується 15 квітня 1540 року, коли польський король Сигізмунд I видав краківському каштелянові, великому коронному гетьману Янові Амору Тарновському, грамоту на заснування міста та володіння землею навколо нього. Протягом двох років той відчутно укріпив його, зробивши сторожею Поділля і Червоної Русі. Тоді розпочалося будівництво замку, який у перебудованому вигляді зберігся до наших днів.
Поселення на території Тернополя були і до заснування міста. На його околицях, зокрема, виявлено сліди стоянок первісних людей, тому припускають, що територія міста була заселена вже в Х тис. до н. е.

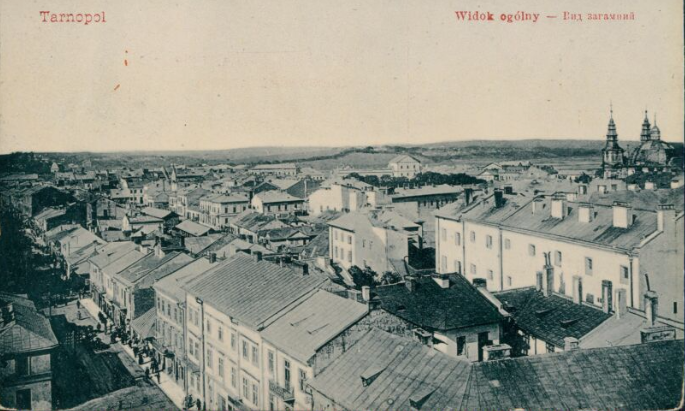
Вигляд на місто з вежі парафіяльного костелу, близько 1910 року
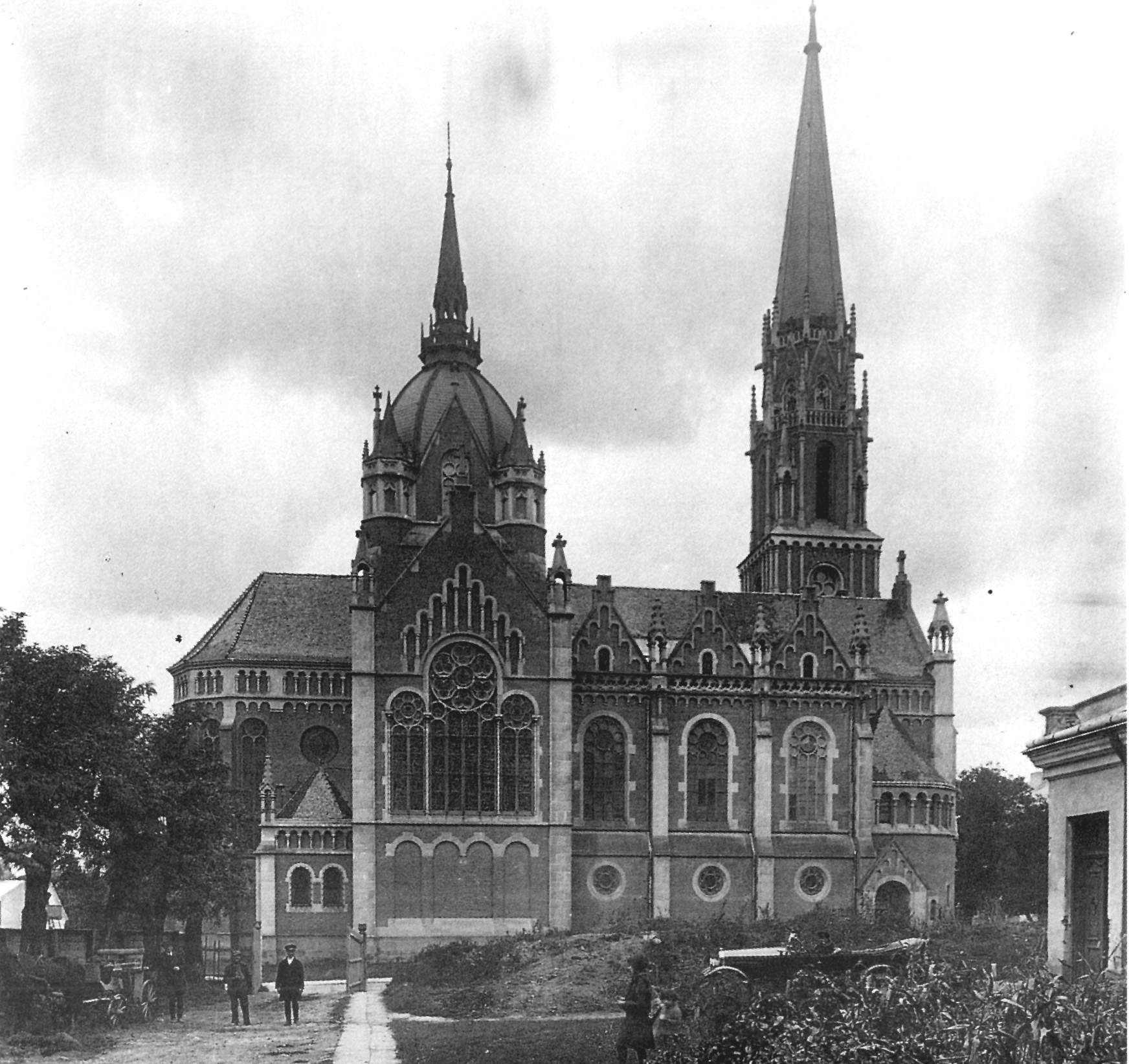
Парафіяльний костел перед початком Першої світової Війни. Нині на його місці — ЦУМ
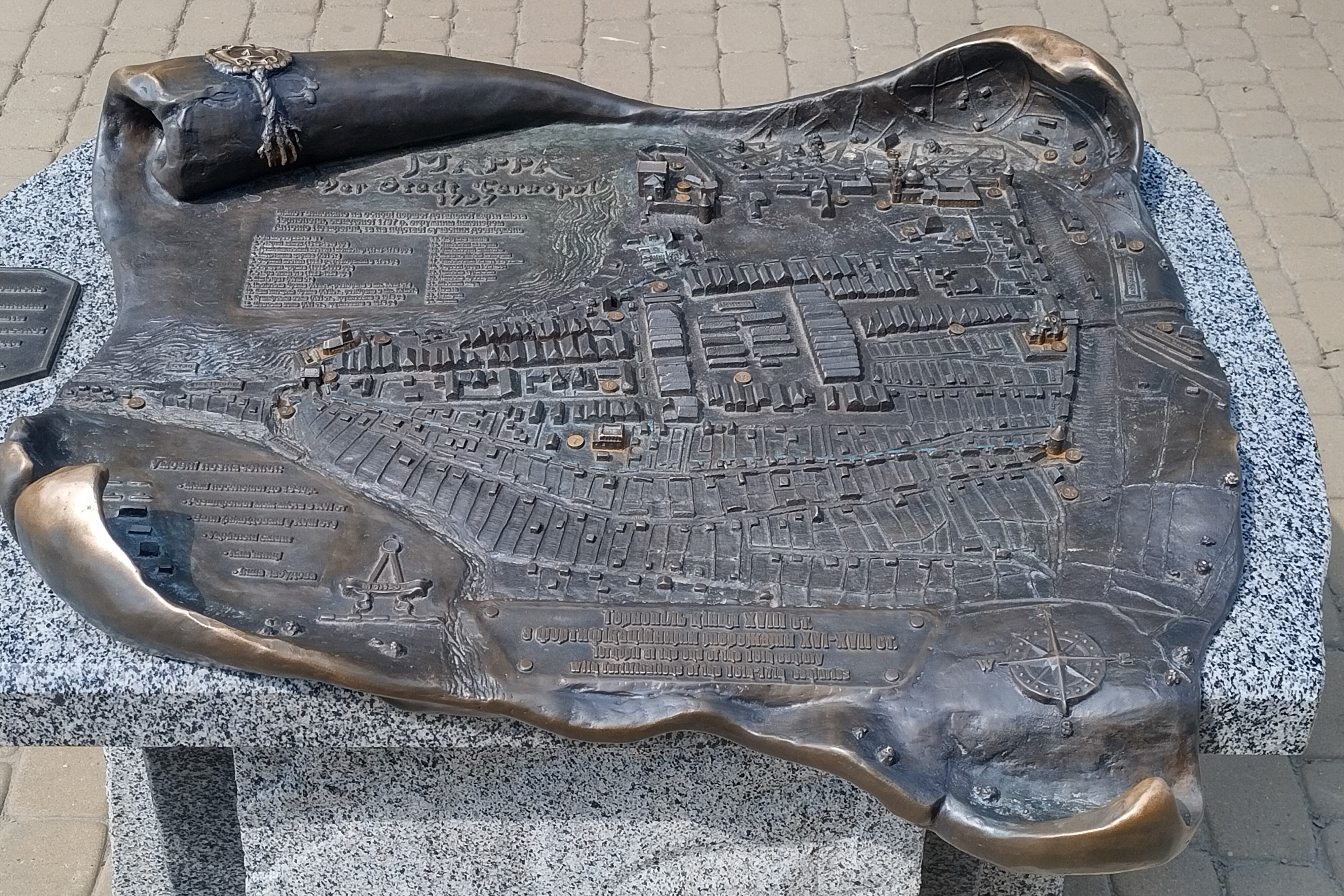
План міста біля Тернопільського замку
Тернопільський замок, 1879 рік
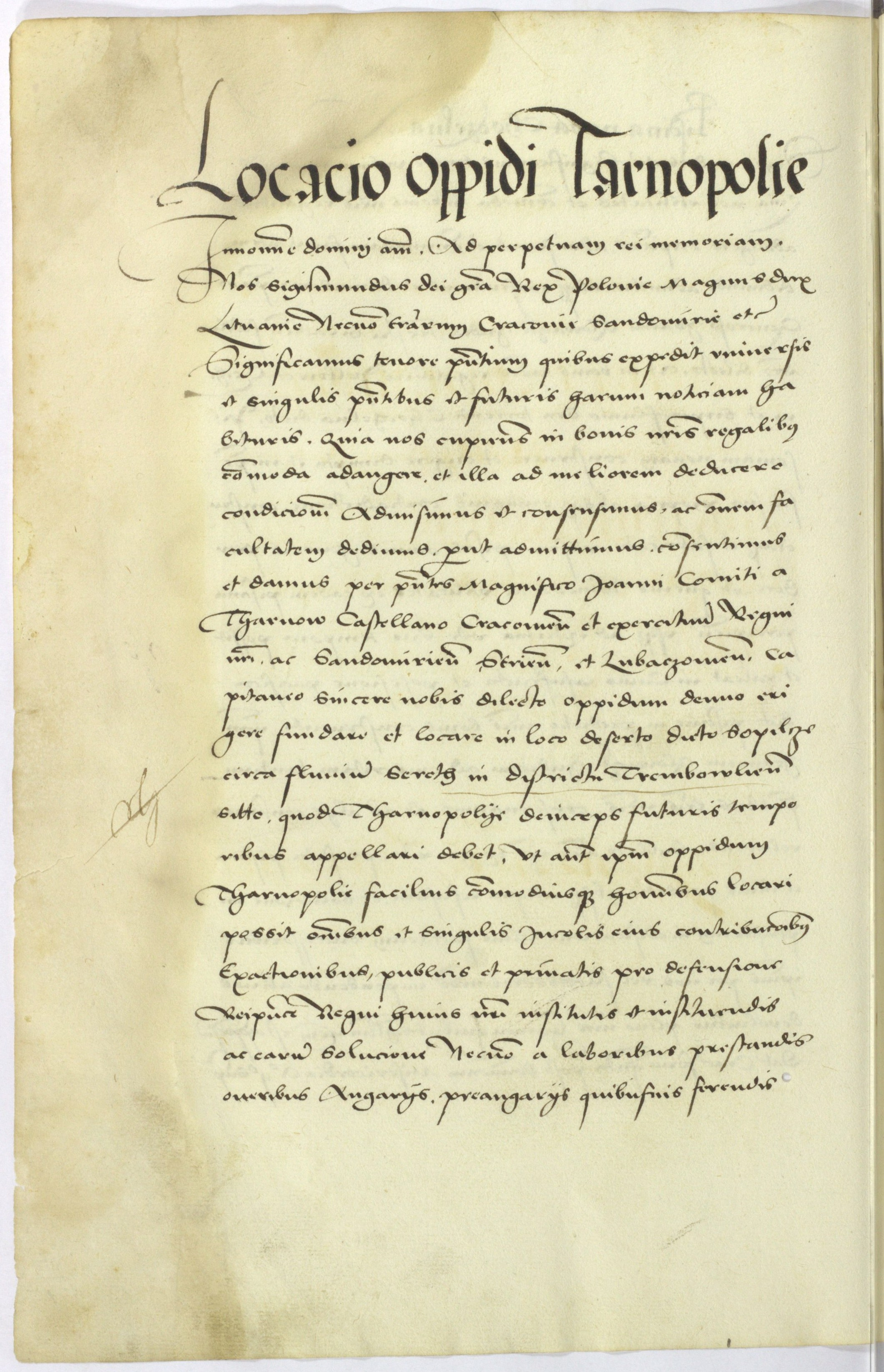
Перша письмова згадка про Тернопіль. 15 квітня 1540 року

### Річ Посполита
1548 року місто отримало Магдебурзьке право, за яким Тернополю надавались певні привілеї, а саме: його мешканці на 15 років звільнялися від податків, на 20 років — від сплати мита, а також одержали право влаштовувати три ярмарки на рік та щотижневі торги. У XVI—XVII століттях місто не раз зазнавало руйнівних нападів ординців.
1550 року євреям дозволили селитися в усіх частинах міста, крім ринкової площі. Це сприяло розвитку місцевої громади, який сповільнився після руйнівних наслідків війни, але продовжився з даруванням привілеїв Потоцькими.
У листопаді 1586 року відбувся Тернопільсько-Кам'янецький собор за участи Константинопольського патріарха Єремії ІІ Траноса.
1605 року місто зазнало татарського нападу.
Через Тернопіль проходив визвольний шлях козаків Богдана Хмельницького в боротьбі проти польської шляхти: 1648 р., 1651 р. і 1655 р.

### Австрійський період

#### Кінець XVII— початок XX століття

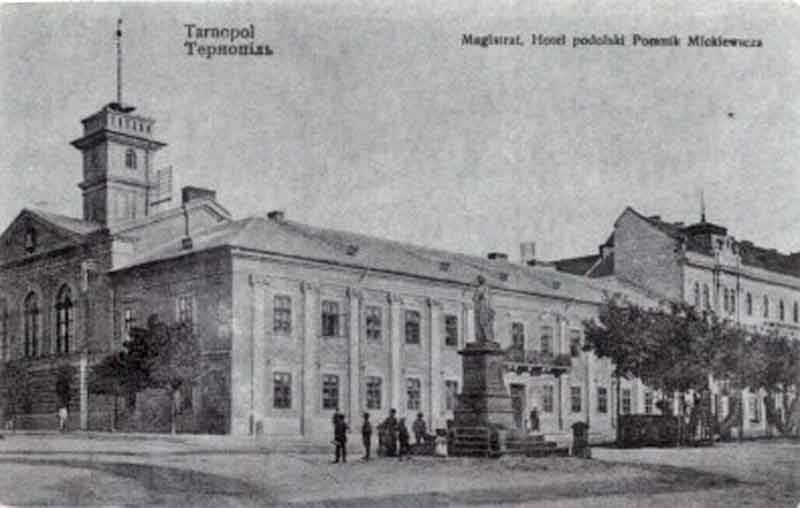
Тернопільська ратуша у 1930-х роках

1772 року після першого поділу Польщі Тернопіль перейшов під владу Австрії. За цісарським патентом від 25 листопада 1783 року Тернопіль став адміністративним центром Томашівського округу, який змінив назву на «Тернопільський округ».
Певний період, 1809—1815 рр., місто було окуповане Російською імперією і було центром окремої адміністративної одиниці — Тернопільського краю. До 1817 року в місті не було української школи. У листопаді 1820 року відкрилась у Тернополі гімназія єзуїтів. 15 лютого 1843 року останній дідич міста Єжи Міхал Туркул за 175 000 флоринів сріблом відмовився від прав на місто, уклавши контракт із бургомістром. 1844 року Тернопіль став вільним королівським містом за указом цісаря Фердинанда І, отримав відповідний герб.
Під час «весни народів», 1848 року, у Тернополі створена Руська рада як філія Головної Руської Ради у Львові.
1870 року до Тернополя прокладена залізниця. У вересні 1875 року заснована тернопільська «Просвіта».
1898 року почала діяти українська гімназія імені Франца Йосифа І.
Місто було вельми мультиетнічним, у 1868 році в Тернополі мешкало 11 тисяч євреїв (52  % від загального числа жителів), а 1880 року — 13 468. Вони сусідували з поляками й українцями.

#### Перша світова війна
Від серпня 1914 до липня 1917 років місто було зайняте російськими військами і було центром Тернопільської губернії воєнного генерал-губернаторства. Відступаючи, частини російської армії розгромили місто; при цьому були грабунки, насильство, погроми.
Після розпаду Австро-Угорської імперії з військових і цивільних осіб у місті сформувався Окружний військовий комітет, який припинив діяльність після створення Окружної військової команди ЗОУНР, яка проіснувала до червня 1919 року.
3 березня 1918 року в місті відбулось «свято державності і миру» (віче) на підтримку дій уряду УНР, на якому були присутні приблизно 10000 осіб.

### Українські визвольні змагання

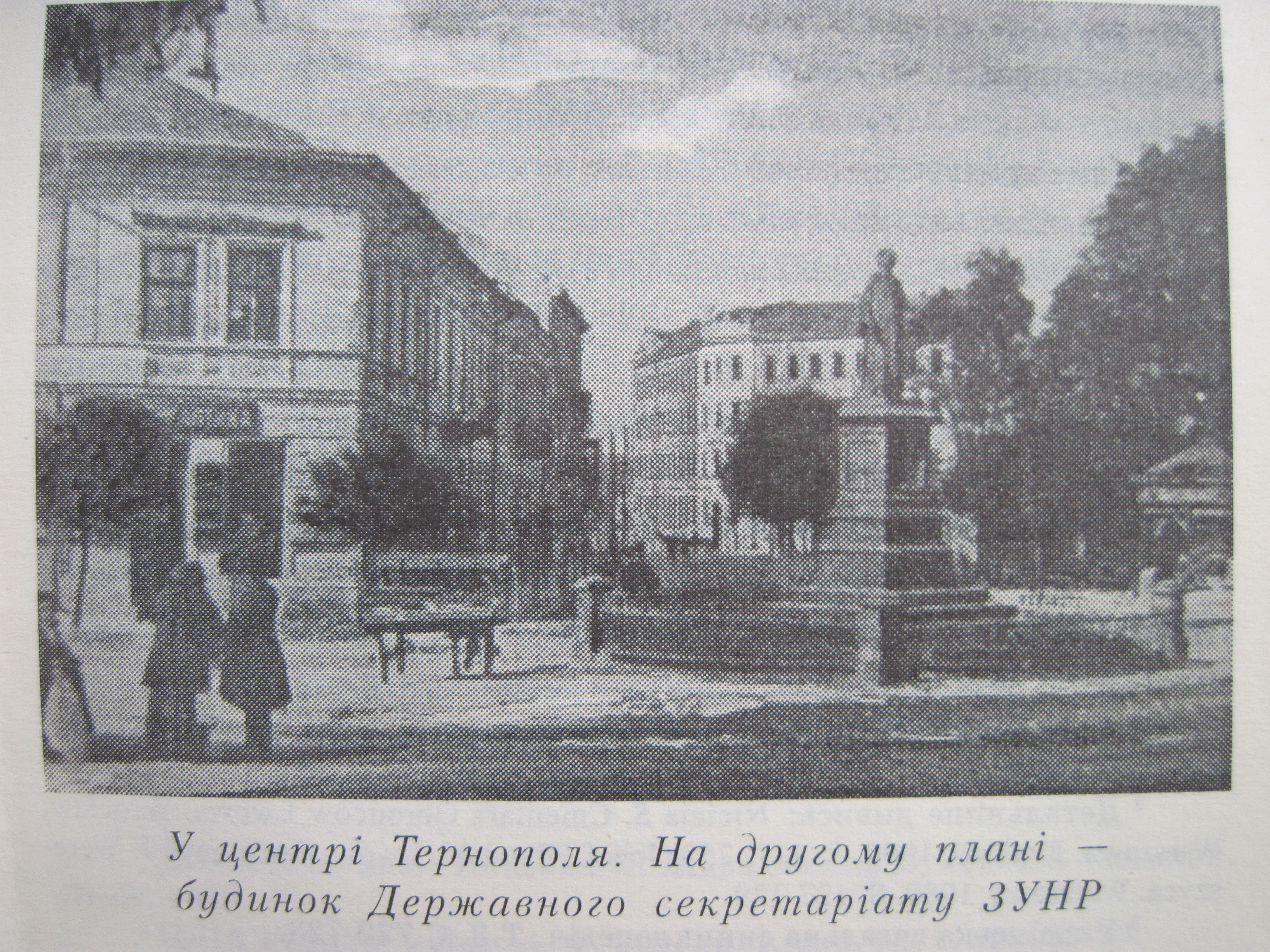
Старий Тернопіль. Театральний майдан

Проти ночі на 1 листопада 1918 року селяни з села Біла взяли під контроль тернопільський залізничний вузол.. 3 листопада 1918 року у Тернополі затверджена українська влада. Безпосереднє керівництво встановленням влади Української держави здійснював Петро Карманський — голова Тернопільської повітової УНРади.. Міським комісаром став гімназійний професор Семен Сидоряк. Повітовим комісаром став Іллярій Брикович, потім — Олексій Сальвицький. Почали виходити газети «Український голос», «Українські вісті».
Делегатами парламенту ЗУНР були обрані: від міста — Петро Карманський, від повіту — Антін Кунько. З 23 листопада по 31 грудня 1918 року у Тернополі перебував уряд ЗУНР на чолі з Костем Левицьким (від середини грудня виконував обов'язки голови уряду Сидір Голубович).
22 січня 1919 року ЗУНР вступила до складу УНР.
16-31 травня 1919 року у Тернополі перебувала Директорія УНР, уряд і вище армійське командування УНР на чолі з Симоном Петлюрою.
Один із двох літунських відділів Української галицької армії зорганізував у Тернополі поручник Василь Томенко (інший — поручник Петро Франко, син Івана Франка). Третя сотня Літунського полку (авіазагону) УГА під проводом сотника Залозного перебувала в Тернополі.

### Місцеві банкноти в 1914—1920 роках
З перших днів Першої світової війни з обігу зникли золоті та срібні кронові монети. Далі виникли проблеми з дрібною розмінною монетою. Щоб пом'якшити розмінну кризу, уряд Австро-Угорщини на початку серпня 1914 року дозволив Віденському банку випустити «грошові зошити», на «сторінках» яких були надруковані монети вартістю від 1 геллера до 5 крон. Власники промислових підприємств та торговельних установ вирізали із зошита «монету» необхідного номіналу, щоб мати можливість видавати здачу з банкнот великого номіналу. Проте викликана війною економічна ситуація потребувала нових емісій. З огляду на це, австрійський уряд дозволив міським органам самоврядування розв'язувати проблему самостійно та випускати замість офіційної розмінної монети свої сурогати.У серпні 1914 року за декілька днів до початку російського наступу в Галичині, Тернопільський магістрат випустив 2 розмінні знаки в 50 геллерів і 1 крону. Друкувались вони в місцевій друкарні В. Вержибіцького на картоні без водяних знаків.

Другий випуск місцевих паперових грошей (бон) відбувся 20 лютого 1919 року за часів правління Директорією. Складався з банкнот номіналом 2, 10, 20, 50 гривень. 10 тернопільських гривень були рівні 5 карбованцям Директорії.

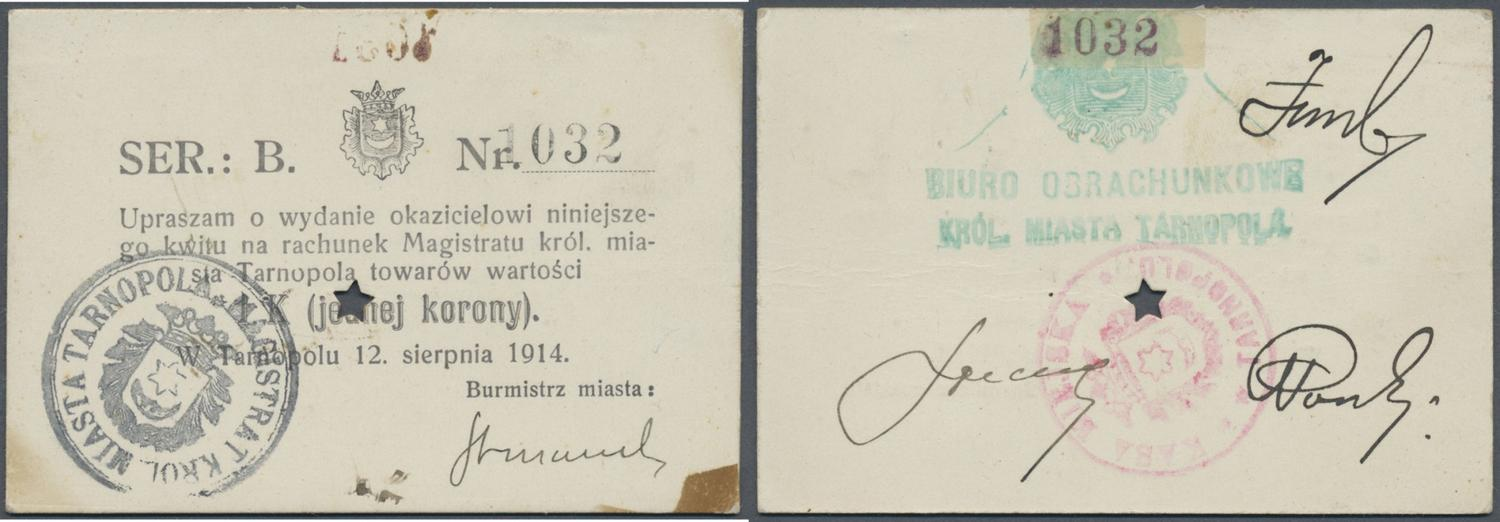
1 крона 1914 року
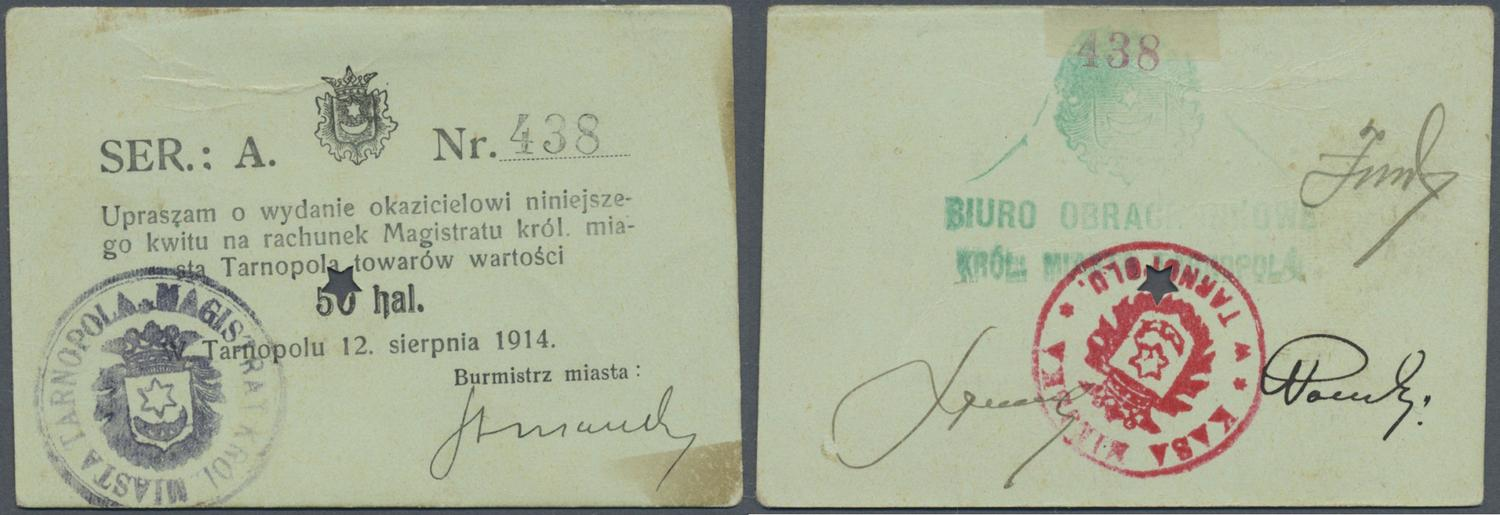
50 геллерів 1914 року
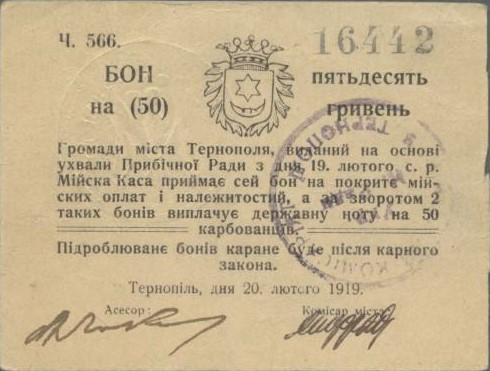
50 гривень 1919 року

### Польська Республіка

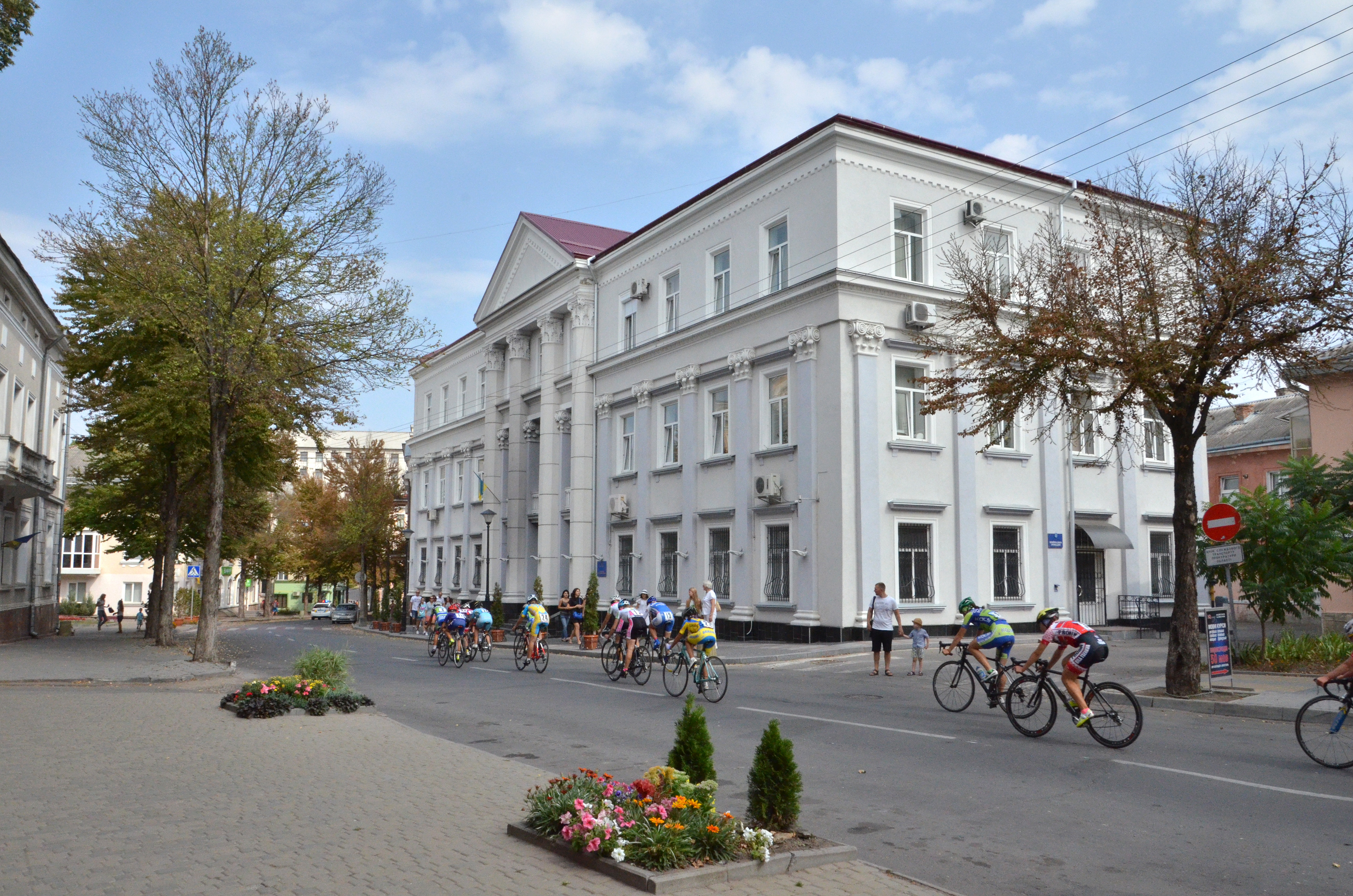
Тернопіль. Обласна прокуратура (раніше — воєводська адміністрація і колишній жіночий ліцей)

У липні 1919 року місто перейшло під владу Польщі і було у складі цієї держави до вересня 1939 року, за винятком серпня-вересня 1920 року, коли Тернопіль був столицею маріонеткової більшовицької держави — Галицької соціалістичної радянської республіки, влада в якій належала Галревкому на чолі з Володимиром Затонським. У 1921 році Тернопіль став центром новоствореного однойменного воєводства Польщі, що охоплювало 17 повітів. Отже, Тернопіль — єдине місто в Україні, в якому перебували уряди трьох держав у період національно-визвольних змагань.
1 січня 1926 року до міста було приєднано село Загребелля, 11 квітня 1937 року — поселення Новий Світ.

### Радянський період

#### Друга світова війна
17 вересня 1939 року місто захопили війська Червоної армії. Головою Тимчасового управління Тернополя був призначений Жук К. П., а у жовтні 1939 року — Ткаченко Григорій Амвросійович. 4 грудня 1939 року Тернопіль став центром області у складі Української Радянської Соціалістичної Республіки.
27 липня 1941 року на Зборах українців Тернополя та околиць було ухвалено резолюцію про підтримку Акту щодо Відновлення Української Державності 30 червня 1941 року у Львові.
1 серпня 1941 року Тернопіль увійшов до складу нацистського окупаційного утворення — дистрикту Галичина.
У вересні 1941 року в Тернополі було засновано перше у Східній Галичині єврейське гетто. Значну кількість євреїв скерували на важкі роботи, близько 1000 осіб розстріляли, 5000 — відправили до табору смерті Белжець у Польщі.
Тернопіль був звільнений від німецьких військ 15 квітня 1944 року після тривалих і запеклих боїв. У результаті місто було вщент зруйнованим. З 4211 будинків житлового та господарчого призначення (998 комунальних та 3 213 приватних) було повністю знищено 2 490 будов, тобто майже 60 %.

#### Післявоєнний період
Під час Другої світової війни Тернопільський став був повністю знищений. У 1950-х роках відбувається масштабна відбудова Тернополя. Водну перлину міста стали відновлювати у 1956 році, коли було прийнято рішення про підпорядкування всіх водних ресурсів місцевій владі. Тоді збудували нову дамбу, а рівень води став вищим, ніж було раніше. Нове водосховище зайняло значно більшу площу — понад 300 гектарів, і назвали його Комсомольським озером. На той час проходили так звані суботники з благоустрою території довкола озера.
У 1960-х роках пляж біля Старого замку ліквідували. Натомість створили стоянку для катерів, яхт і моторних човнів. Біля Старого замку збудували і центральну пристань. Широкі сходи, що ведуть до неї, розділив каскад штучних водоспадів, який назвали «Сльози Гронського». Пан Гронський у той час був головним архітектором міста, але через якийсь прокол його посадили у в'язницю. Поруч, на частині території колишнього Підзамче, за типовим проєктом збудували готель «Тернопіль». Однак, на той час він значно прикрасив місто, а з боку набережної створили мальовничі схили. На протилежній стороні, на схилах Кутковецької гори, заклали лісопарк «Лісопарк». На березі новоствореної зеленої зони збудували ресторан «Поплавок», з тераси якого відкривався чудовий краєвид на центральну частину міста. Біля ресторану створили новий пляж. Згодом його назвали Ближнім, оскільки неподалік села Пронятин створили ще один пляж, який став Дальнім. У 1970-х роках XX століття стоянку човнів перенесли на протилежний берег міста, де було створено Морський клуб.

### Незалежна Україна

#### Кінець XX— початок XXI століття
З 24 серпня 1991 року Тернопіль — центр Тернопільської області у складі України.
3 квітня 2004 року в Катедральному соборі Непорочного Зачаття Пресвятої Богородиці Тернополя відбулася архієрейська хіротонія Преосвященного владики Василя Семенюка — єпископа-помічника Тернопільсько-Зборівського (головний святитель — Блаженніший Любомир, співсвятителі: Преосвященний владика, Єпарх Тернопільсько-Зборівський Михаїл Сабрига та Преосвященний владика, Апостольський візитатор для українців греко-католиків Італії, Прокуратор Верховного архієпископа в Римі Гліб Лончина).
2010 року Інститут проєктування міст «Діпромісто» розробив Генеральний план Тернополя на період до 2031 року. Згодом головний містобудівельний документ затвердила Тернопільська міська рада.

Хода пам'яті Небесної сотні, 30 березня 2014 року

Згідно з Постановою Верховної Ради України від 11 лютого 2015 року № 184-VIII у місті відзначалося 475-річчя першої писемної згадки про Тернопіль на державному рівні.

#### Російське вторгнення в Україну (2022)
У 2022 році під час російського вторгнення до України місто та Тернопільщина загалом почали страждати від ракетних обстрілів. Перші 39 днів повномасштабної війни минули у місті спокійно. 3 квітня російська ракета уразила об'єкт критичної інфраструктури міста, але обійшлося без людських жертв. 14 липня повідомлялося про можливий новий обстріл міста з боку окупаційної армії, проте його не сталося..
Станом на 15 вересня в місті та громаді проживало 28 452 вимушених переселенця з територій, на яких активно ведуться бойові дії. Тернопільська міська рада виділила кошти у загальній сумі 2 250 000 грн на закупівлю продуктів для гуманітарної допомоги переселенцям. Також до Тернополя була переміщена низка закладів та підприємств, зокрема Донбаська державна машинобудівна академія з Краматорська підприємство з виробництва термопанелей з Києва, підприємство з виробництва скотча із Запоріжжя, харчовий завод із Гуляйполя.
13 травня 2023 року російська ракета влучила в місцеву промзону, відомо про 2 постраждалих.
В ніч з 13 на 14 травня 2023 року російські війська знову обстріляли Тернопіль крилатими ракетами, уламками пошкоджено житлові будинки, автомобілі та два навчальні заклади.
В ніч з 19 на 20 серпня 2024 війська РФ атакували дроном промисловий об'єкт з паливно-мастильними матеріалами, зайнялась пожежа на місці влучання та почалось забруднення повітря чорним густим димом у місті.

## Адміністрація

### Органи управління

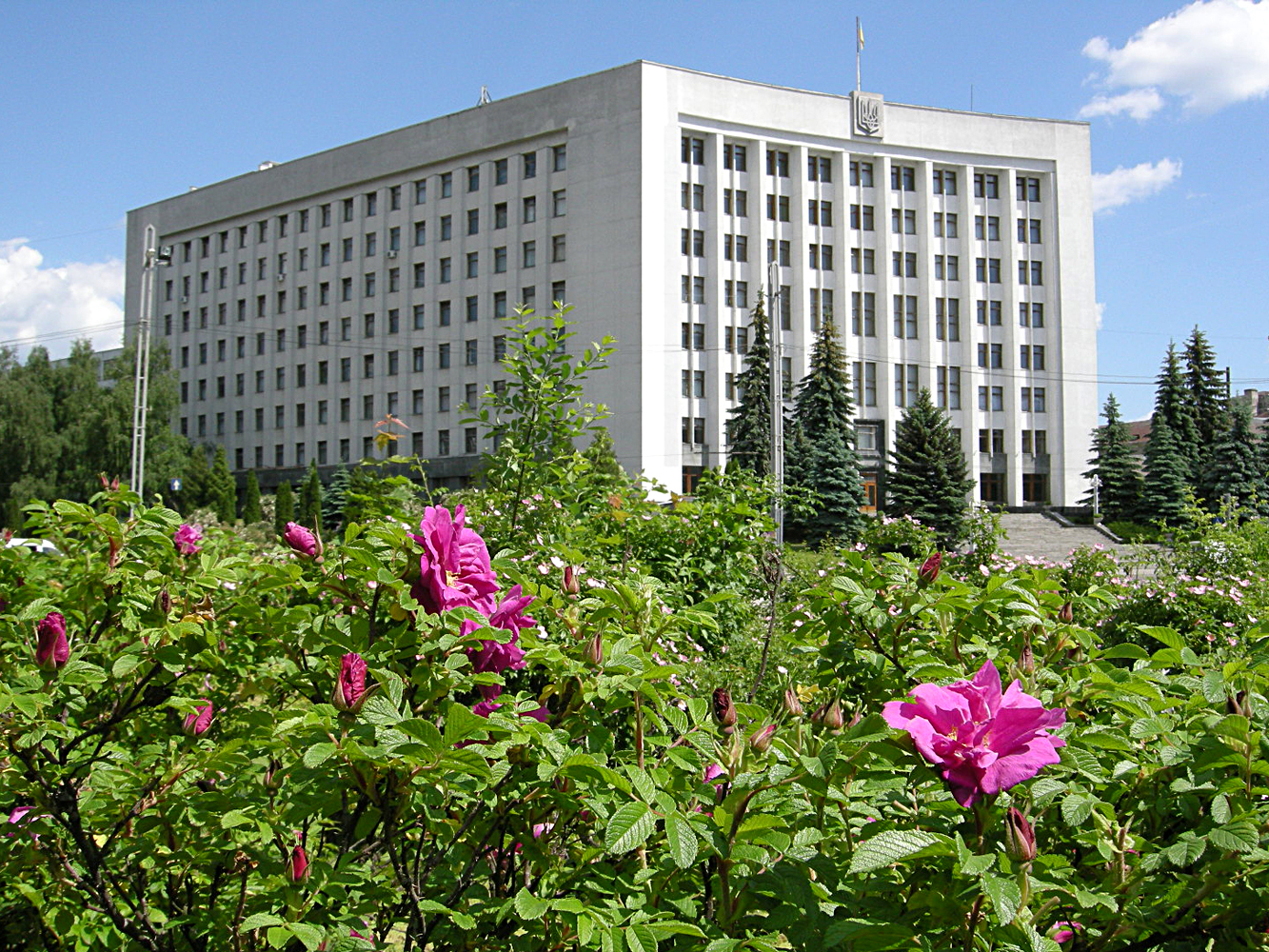
Тернопільська обласна рада

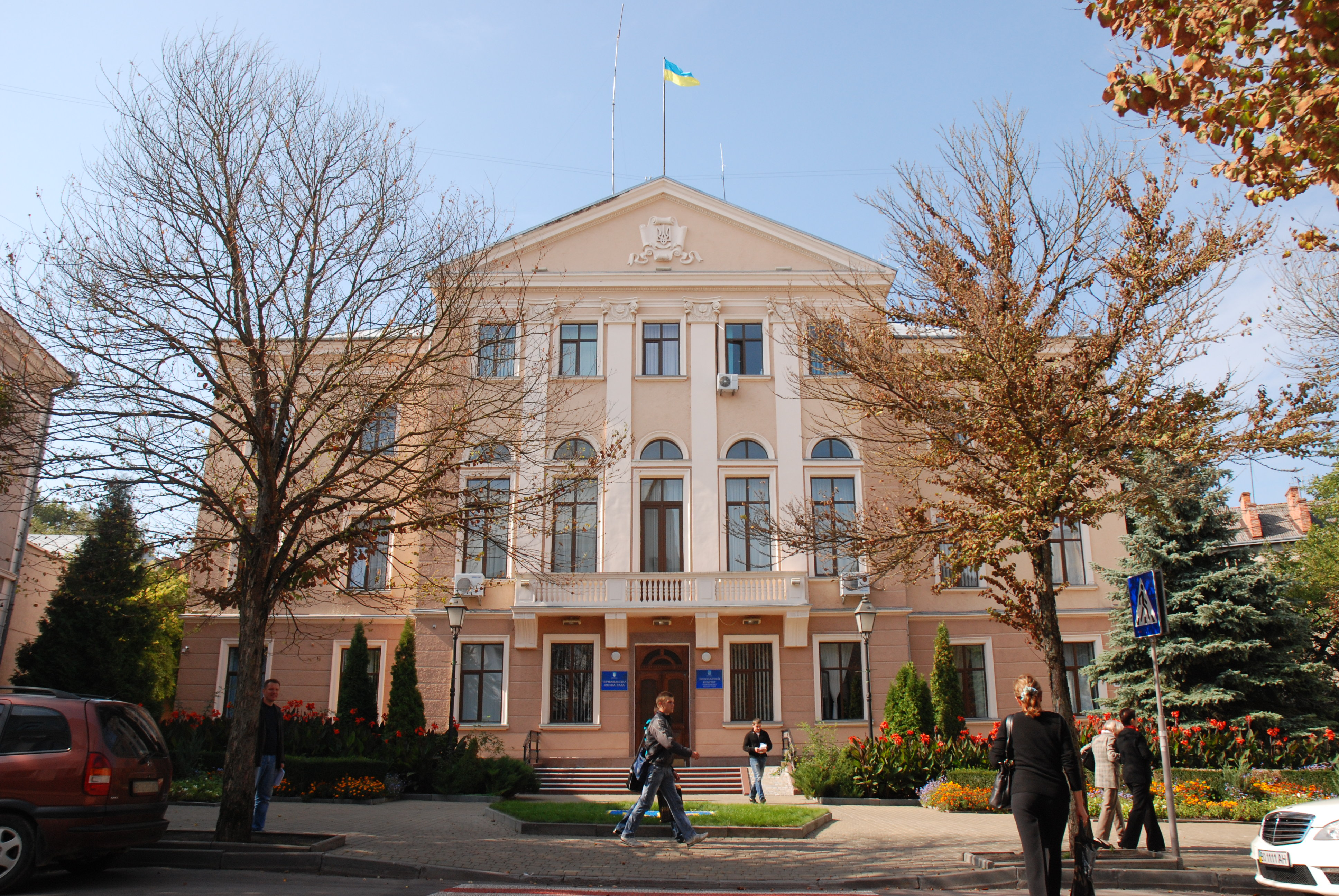
Тернопільська міська рада

- Тернопільська обласна державна адміністрація
- Тернопільська обласна рада
- Тернопільська міська рада

### Голови міста
Бургомістри Тернополя:
- 1816—1826 — Миколай Князьолуцький;
- 1827—1844 — Ян Марцінкевич;
- 1844—1849 — Антоні Дзямський;
- 1850—1853 — Сильвестр Джемалик;
- 1854 — урядування комісара;
- 1855 — 26.05.1868 — Володимир Мандль;
- 08.06.1868 — 18.11.1872 — Раймунд Шмідт;
- 18.11.1872 — липень 1892 — Леон Козьмінський;
- 01.08.1892 — 08.1894 — урядовий комісар Болеслав Студзінський;
- 21.08.1894 — 21.02.1896 — Фелікс Погорецький;
- 04.03.1896 — 11.04.1903 — Володимир Лучаковський;
- квітень 1903 — травень 1910 — Людвік Пунчерт;
- 06.05.1908 — 25.05.1910 — Станіслав Мандль;
- травень 1910 — жовтень 1912 — урядовий комісар Чеслав Трембаловіч;
- жовтень 1912 — липень 1915 — урядовий комісар Станіслав Мандль;
- 08.1915—1917 — урядовий комісар Еміль Міхаловський;
- 1917 — листопад 1918 — Станіслав Мандль;
- 11—12.1918 — комісар Семен Сидоряк (період ЗУНР);
- червень — серпень 1919 — Станіслав Чикалюк
- 01.09.1921 — 12.1926 — урядовий комісар Влодзімеж Ленкевич;
- грудень 1926—1927 — урядовий комісар Казімеж Яворчиковський;
- липень 1927 — жовтень 1929 — урядовий комісар Віктор Новаковський;
- 01—08.1929 — урядовий комісар Казімеж Голінський;
- 09—12.1929 — урядовий комісар Станіслав Седлецький;
- 05.12.1929 — жовтень 1933 — Влодзімеж Ленкевич;
- 16.04.1934 — 17.09.1939 — президент Станіслав Відацький.

Період 1939—1945 років:
- 09—10.1939 — голова Тимчасового управління К. П. Жук;
- 10—12.1939 — голова Тимчасового управління Г. А. Ткаченко;
- 20.12.1939 — 03.1940 — голова міської Ради Петро Прокопович Вінник;
- 19.08.1940 — 06.1941 — голова виконкому міської Ради Семен Аркадійович Сміцький;
- 07—08.1941 — посадник Степан Чумак;
- 08.1941 — 03.1944 — посадник Осип Гринкевич;
- 20.04.1944 — 03.1945 — в. о. голови виконкому міської Ради Іван Петрович Зуєв.

Міські голови Тернополя:
- Сергій Надал (з 2010 — понині)
- Роман Заставний (2006 — 2010)
- Богдан Левків (2002 — 2006)
- Анатолій Кучеренко (1998 — 2002)
- В'ячеслав Негода (1990 — 1998).

## Демографія

### Національний склад населення
Національність жителів Тернополя за переписом 1989 року:
- українців — 91,2 %,
- росіян — 7,1 %,
- поляків — 0,5 %,
- білорусів — 0,3 %,
- євреїв — 0,3 %,
- інших національностей — 0,5 %.

Розподіл населення за національністю за даними перепису 2001 року:
| Національність  | Відсоток |
| --------------- | -------- |
| українці        | 94,07%   |
| росіяни         | 3,43%    |
| поляки          | 0,34%    |
| білоруси        | 0,20%    |
| інші/не вказали | 1,96%    |

### Мовний склад населення
Розподіл населення за рідною мовою за даними перепису 2001 року:
| Мова            | Кількість | Відсоток |
| --------------- | --------- | -------- |
| українська      | 214282    | 94.80%   |
| російська       | 7608      | 3.37%    |
| білоруська      | 158       | 0.07%    |
| польська        | 96        | 0.04%    |
| румунська       | 68        | 0.03%    |
| вірменська      | 40        | 0.02%    |
| угорська        | 19        | 0.01%    |
| німецька        | 16        | 0.01%    |
| болгарська      | 15        | 0.01%    |
| інші/не вказали | 3727      | 1.64%    |
| Усього          | 226029    | 100%     |

Українська мова є основною та єдиною офіційною мовою міста.
Згідно з опитуванням, проведеним Міжнародним республіканським інститутом у квітні-травні 2023 року, українською вдома розмовляли 98 % населення міста, російською — 1 %.
Згідно з опитуванням, проведеним Міжнародним республіканським інститутом у квітні-травні 2024 року, українською вдома розмовляли 98 % населення міста, російською — 4 % (на відміну від опитування 2023 року було дозволено вибір кількох варіантів).

### Релігія
Більшість тернополян — греко-католики. Другою за чисельністю в місті є православна громада, яка розділена між кількома конфесіями: ПЦУ і РПЦвУ. Частина тернополян є римо-католиками. Також у місті діють общини християн, що належать до різних протестантських течій. Існує громада язичників-рідновірів (належить до Об'єднання рідновірів України).

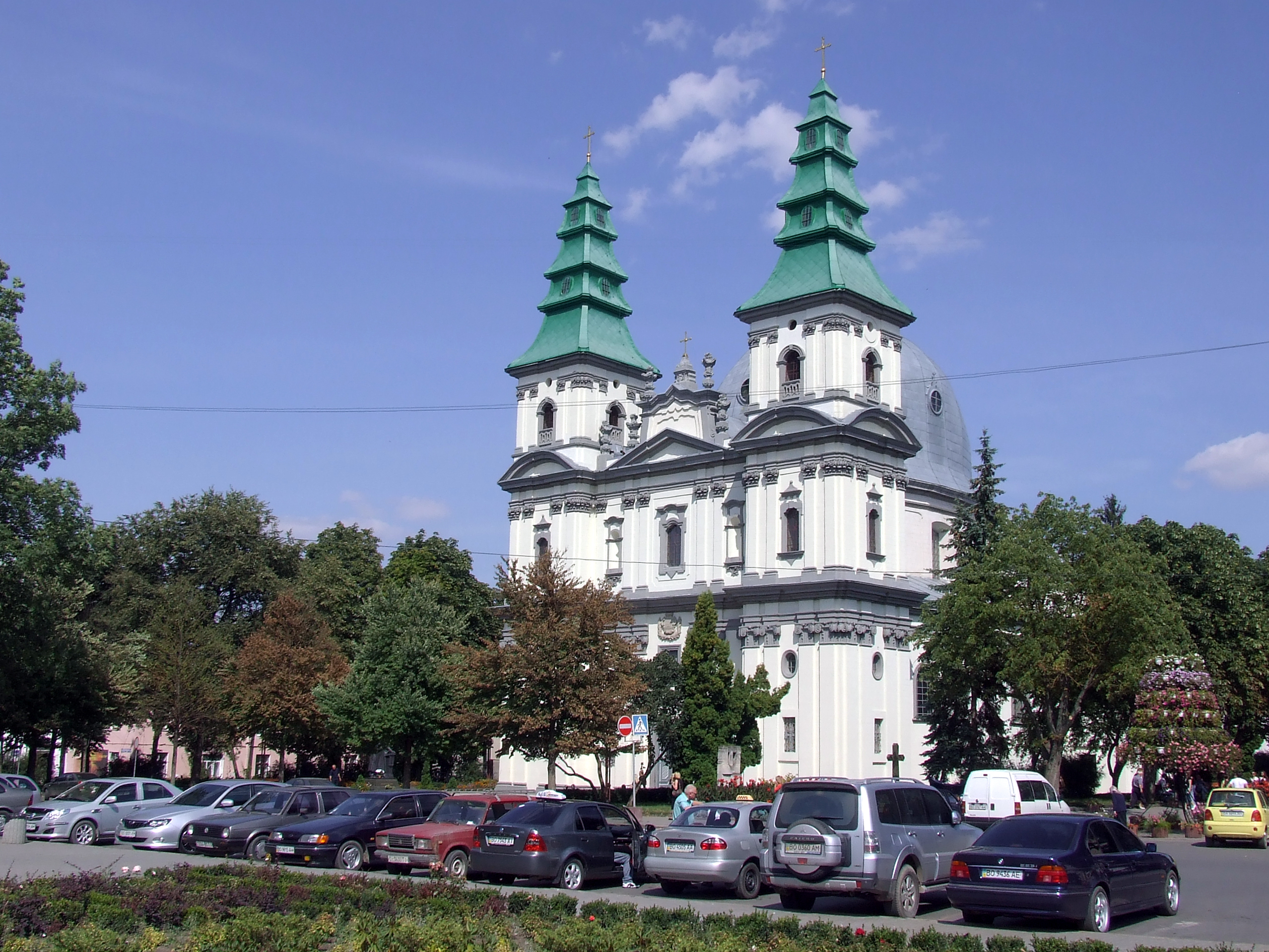
Катедральний собор УГКЦ
Церква св. Петра УКГЦ у мікрорайоні № 12
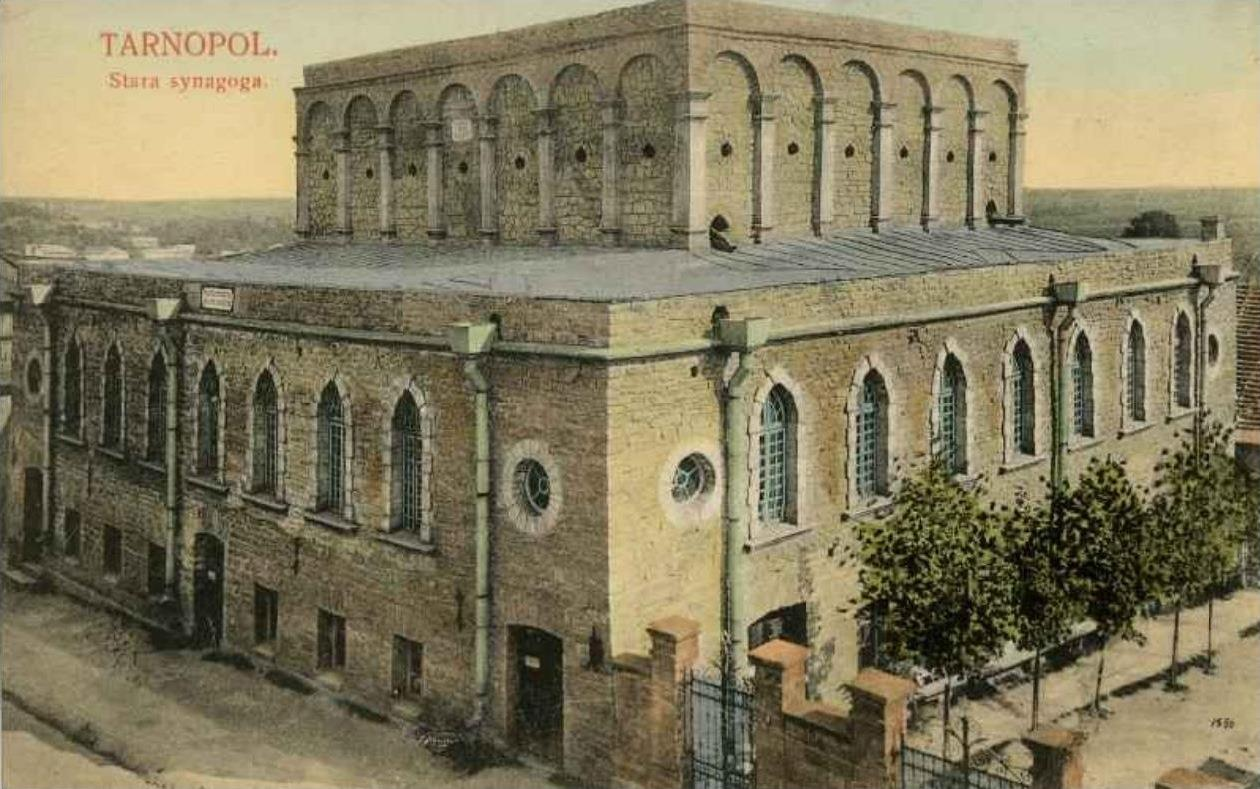
Стара синагога в Тернополі. Нині на місці храму — художня майстерня (вул. Паращука, 2)
Костел Божого милосердя і Божої Матері Неустанної Помочі РКЦ, Східний масив
Церква св. Віри, Надії, Любові та Софії УПЦ МП на Східному масиві
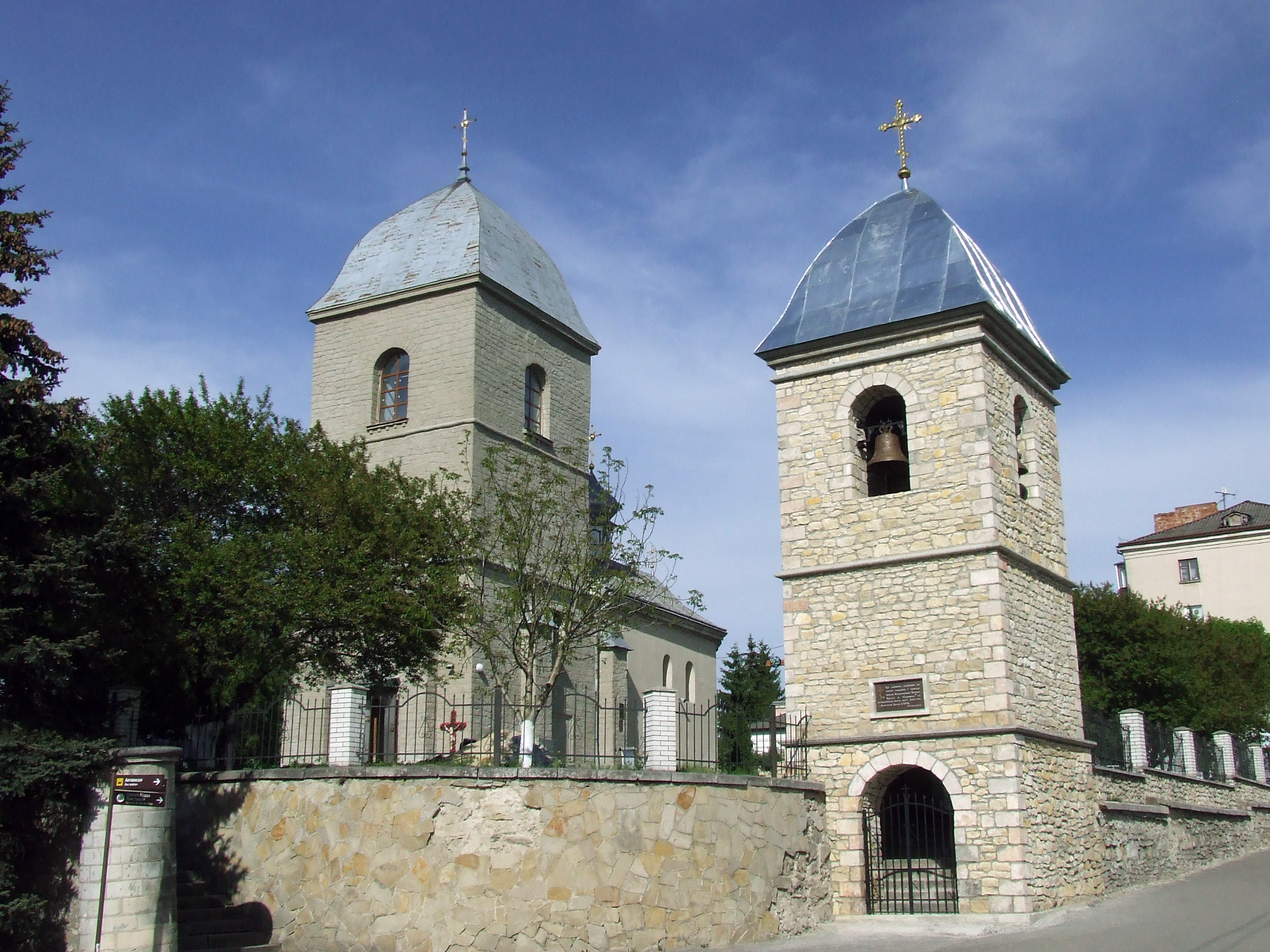
Воздвиженська церква (Надставна церква), ПЦУ
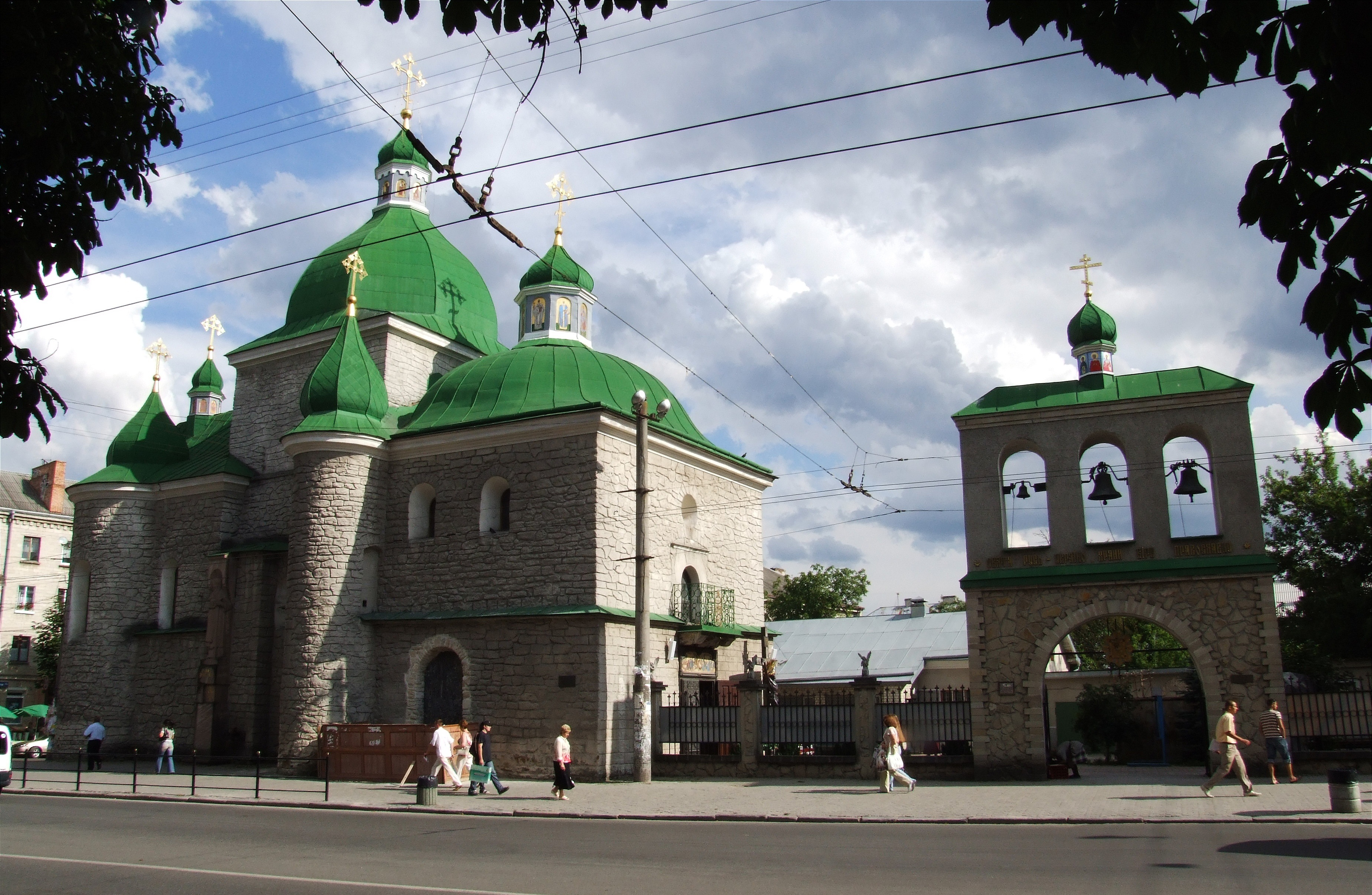
Церква Різдва Христового, ПЦУ

## Промисловість
- ТОВ «ВІТАЛ СІТІ ГРУП»
- ВАТ «Ватра»
- ТОВ «Шредер»
- ВАТ Тернопільський радіозавод «Оріон»
- ПАТ «Техінмаш»
- ВАТ «Тернопільська фармацевтична фабрика»
- КБ «Промінь»
- ТОВ «САЮЗ»
- Фабрика меблів «НОВА»
- ВП «Пасажирське вагонне депо Тернопіль»
- ВП «Локомотивне депо Тернопіль»
- ТОВ «СЕ Борднетце-Україна»
- Харчова промисловість
  - «МРІЯ агрохолдинг»
  - ВАТ «ТерА», кондитерська фабрика
  - ПрАТ «Тернопільський молокозавод», ТМ «Молокія»
  - Тернопільська пивоварня «Опілля»
  - Тернопільський завод безалкогольних напоїв
  - Тернопільський комбінат хлібопродуктів
- Легка промисловість
  - ВАТ «Тернопільське об'єднання „Текстерно“»
  - ТОВ ТД «Теркурій», виробник панчішно-шкарпеткових виробів
  - Швейне підприємство «Галія»
  - ВАТ «Вінітекс», завод штучних шкір
- Будівництво
  - ТОВ «Тернопільбуд»
  - ТОВ «Добробуд»
  - Будівельна компанія «Креатор-Буд»
  - ПАТ «Тернобуддеталь»
  - ЗАТ «Тернопільський завод залізобетонних конструкцій»
  - ТОВ «ЕлДом», виробник вікон і дверей
  - Завод із виробництва пінополістиролу «Penoboard»[61]

До останнього часу в місті працював потужний комбайновий завод, який виробляв бурякозбиральні комбайни та комплекси, а також порцеляновий завод з виготовлення посуду.

## Освіта
Славиться Тернопіль своїм інтелектуальним потенціалом. За чисельністю докторів і кандидатів наук на 10 тисяч населення займає провідні позиції в державі, а кількістю студентів на таку ж чисельність населення поступається лише Києву і Харкову[джерело?].

### Загальноосвітні школи
У Тернополі діє 29 загальноосвітніх шкіл № 2—30 (середню школу № 1 у 1991 році перейменували у фізико-математичну гімназію, а згодом Тернопільську українську гімназію ім. І. Франка).
Серед них 4 спеціалізовані (усі з поглибленим вивченням іноземних мов): ЗОШ № 3, № 5, № 17 та № 29.
Три школи мають імена видатних українців: ТНВК «Школа-ліцей № 6 імені Назарія Яремчука», ЗОШ № 14 ім. Б. Лепкого, ЗОШ № 16 ім. В. Левицького.
ЗОШ № 10 має спортивну та супільно-гуманітарну спрямованість.

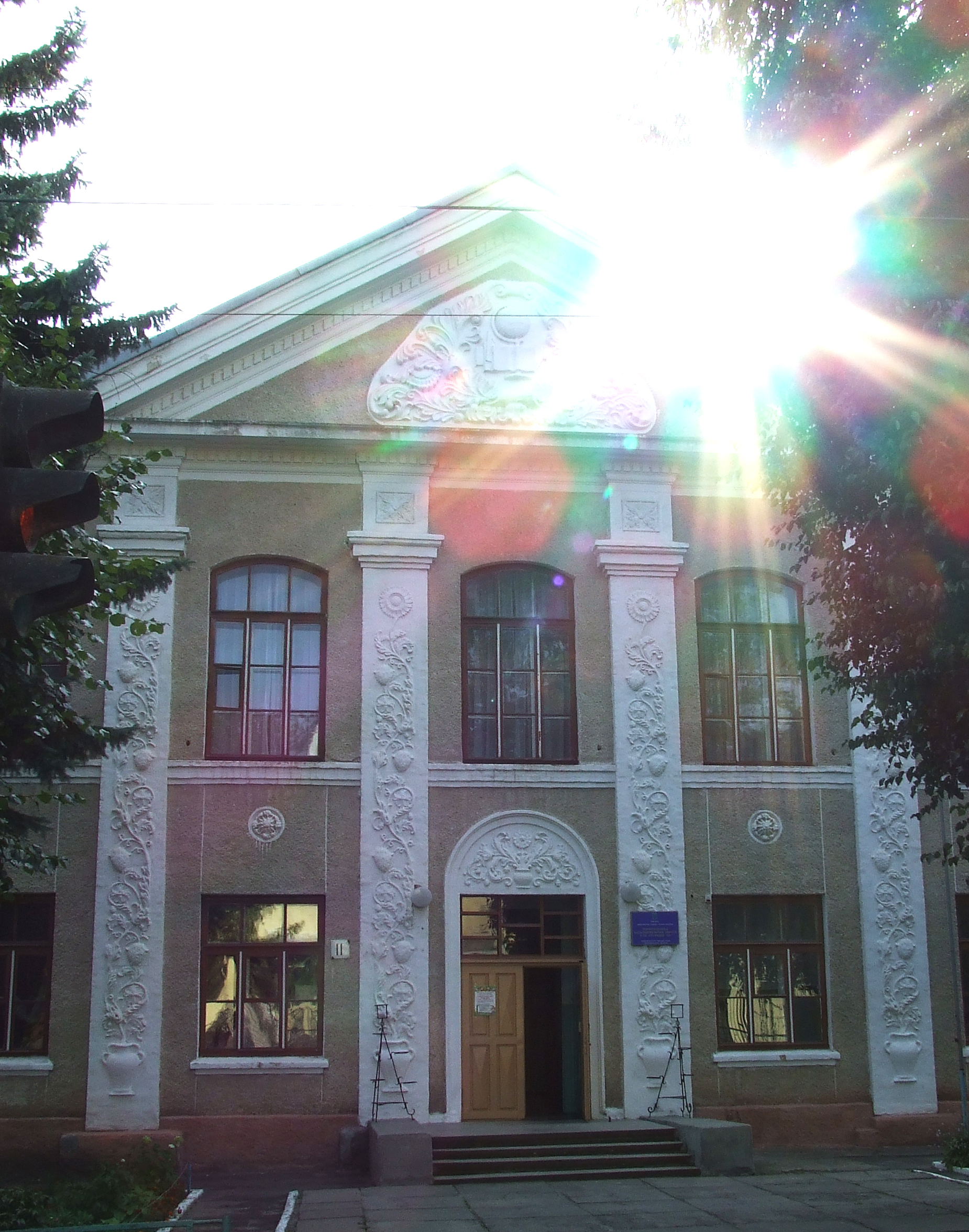
Загальноосвітня школа № 2
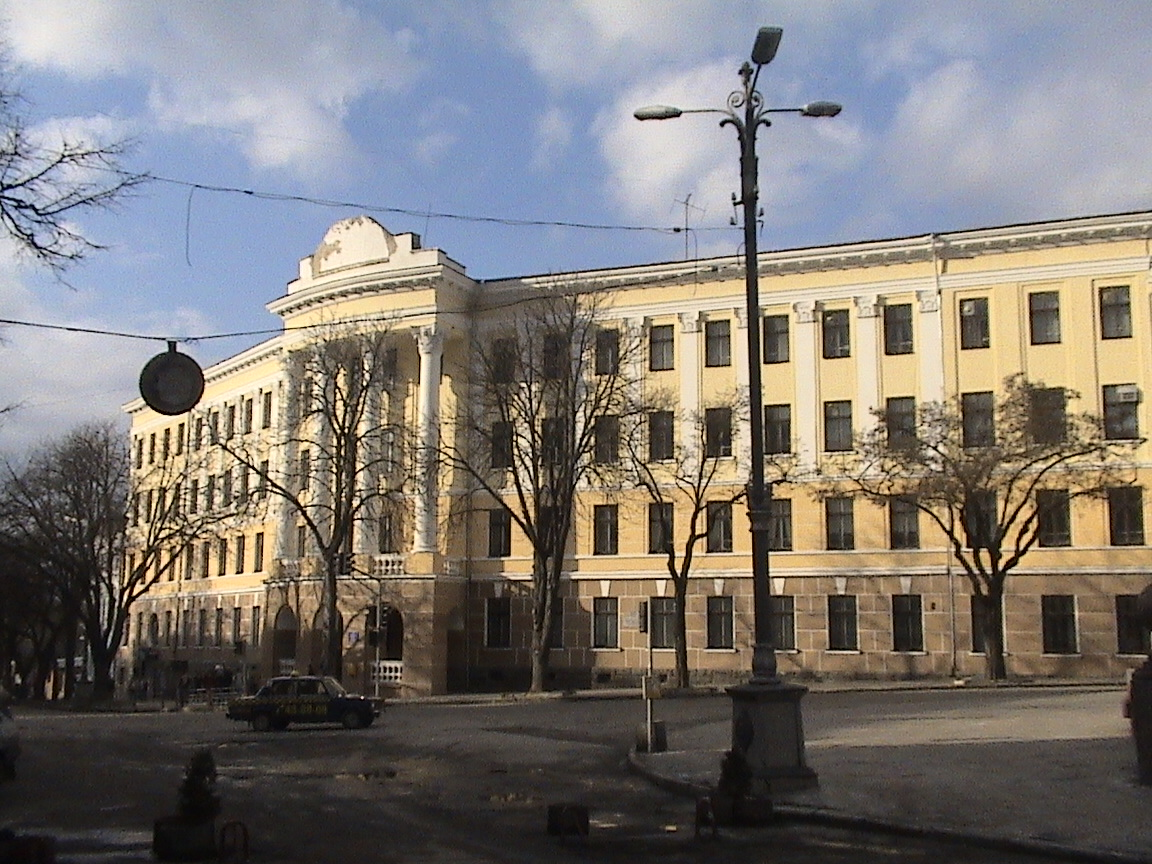
Загальноосвітня школа № 4
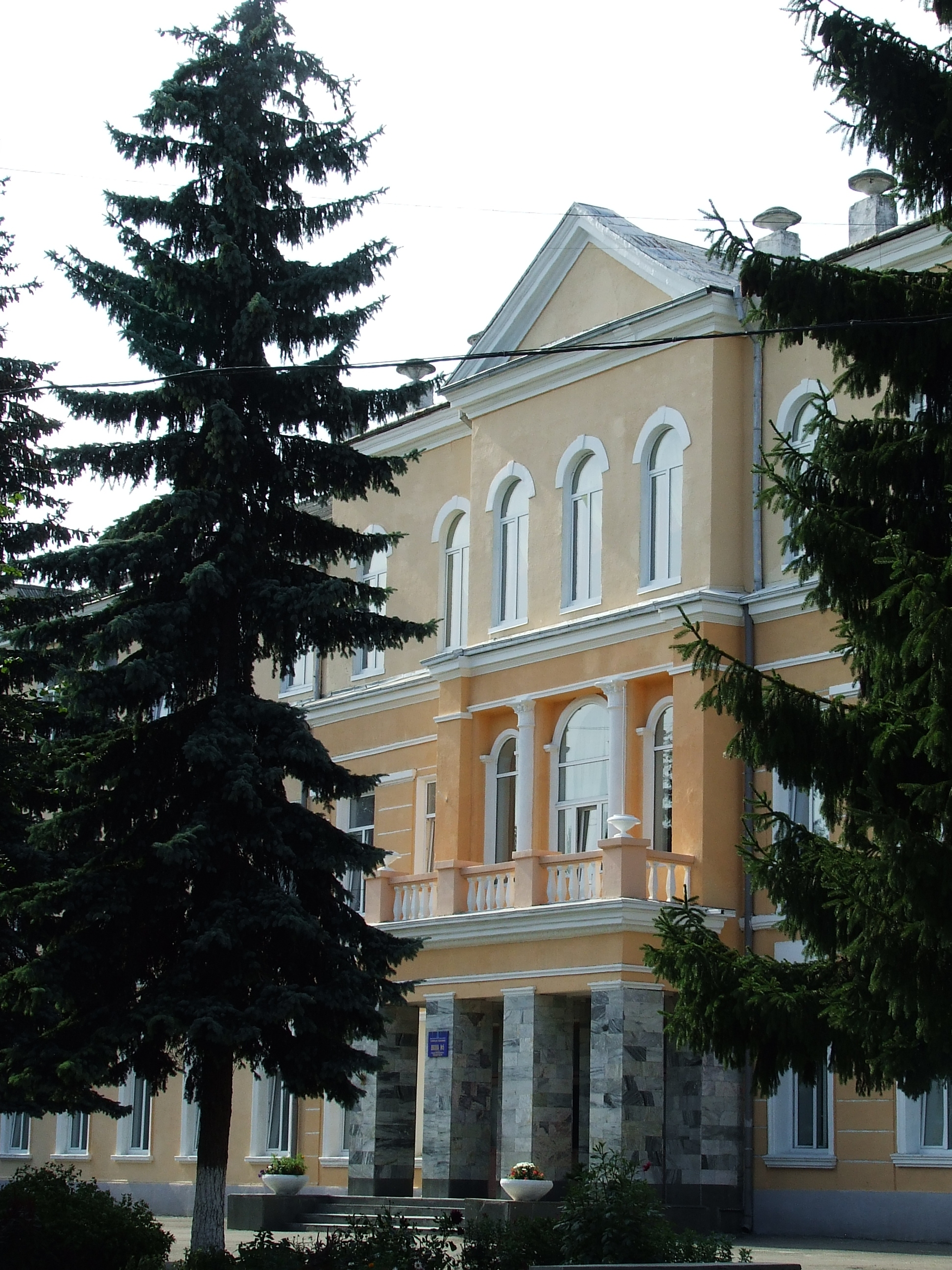
Загальноосвітня школа № 5
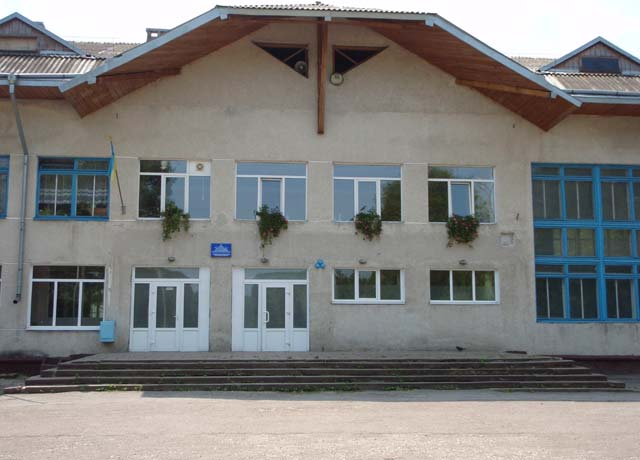
Загальноосвітня школа № 10

### Інші загальноосвітні навчальні заклади
- Класична гімназія
- Галицький коледж імені В'ячеслава Чорновола
- Спеціалізована початкова школа з поглибленим вивченням іноземних мов
- Спеціальна ЗОШ I—II ступеня
- Вечірня середня школа
- Педагогічний ліцей
- Технічний ліцей
- Школа допризовної підготовки
- Приватний вищий навчальний заклад «Медичний Коледж»
- Тернопільський обласний навчально-реабілітаційний центр
- Тернопільська експериментальна школа мистецтв
- Християнський колегіум імені Йосипа Сліпого

### Вищі навчальні заклади
- Тернопільський національний педагогічний університет ім. В. Гнатюка (ТНПУ)
- Західноукраїнський національний університет (ЗУНУ)
- Тернопільський національний технічний університет ім. І. Пулюя (ТНТУ)
- Тернопільський інститут соціальних та інформаційних технологій (ТІСІТ)
- Тернопільський інститут Міжрегіональної Академії управління персоналом (ТІ МАУП)
- Тернопільський національний медичний університет імені І. Я. Горбачевського (ТНМУ)
- Тернопільський експериментальний інститут педагогічної освіти (ТЕІПО)
- ВНПЗ Європейський Університет Тернопільська філія
- Тернопільський інститут економіки і підприємництва (ТІЕП)
- Тернопільський комерційний інститут (ТКІ)

### Позашкільні навчальні заклади
- Центр дитячої творчості
- Станція юних техніків
- Дитяча хорова школа «Зоринка»
- Дитяча музична школа № 1
- Дитяча музична школа № 2
- Дитячо-юнацька спортивна школа № 1
- Дитячо-юнацька спортивна школа № 2
- Дитячо-юнацька спортивна школа № 3
- Спеціалізована дитячо-юнацька школа олімпійського резерву
- Дитячо-юнацька спортивна школа з футболу
- Гірськолижна дитяча спортивна школа «Екстрим»
- Школа народних ремесел

### Бурси

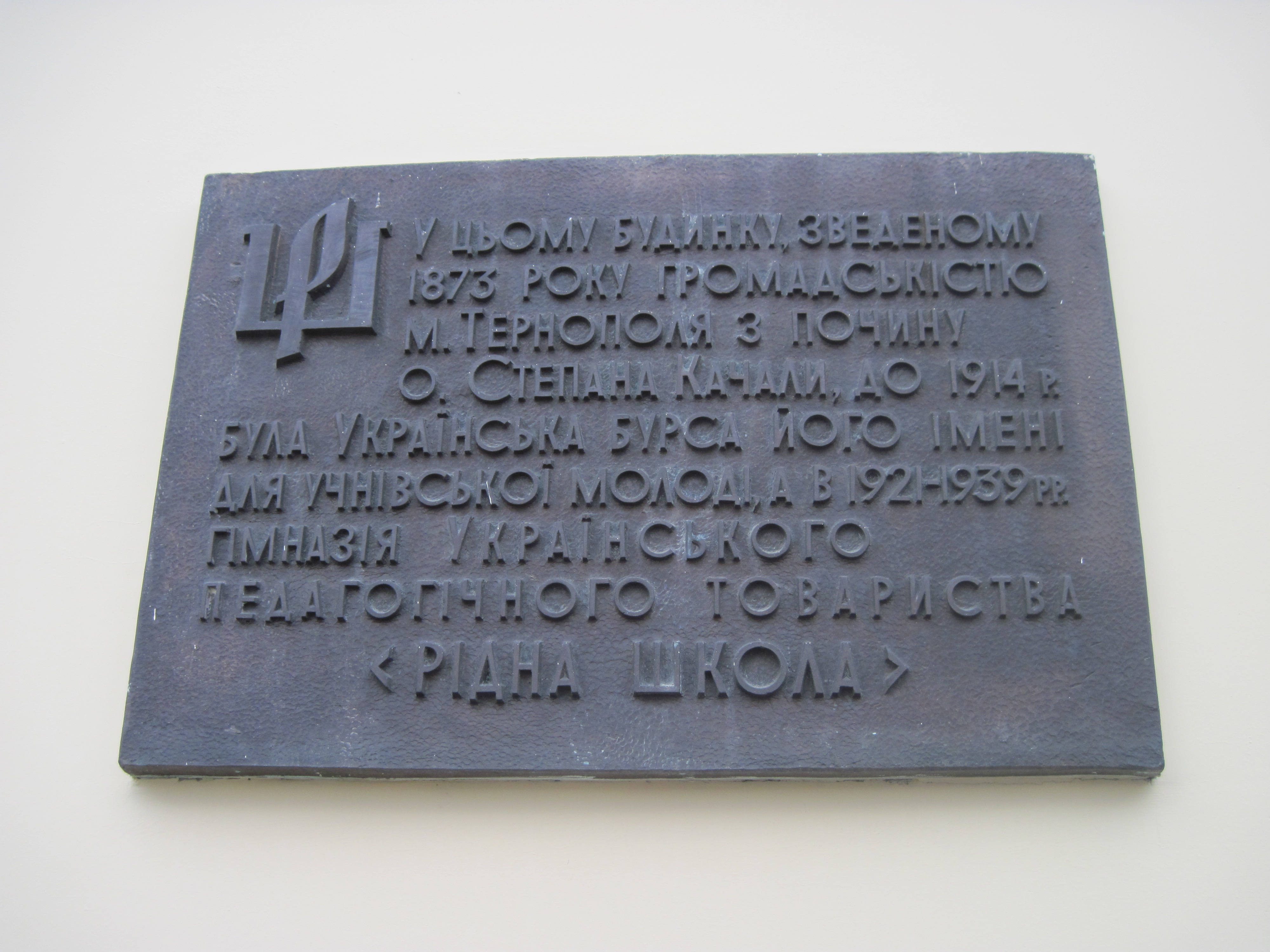
Пам'ятна дошка, колишня бурса (вул. Качали, 9)

Першу бурсу в Тернополі засновано 1872 року. 15 липня 1899 року Галицьке намісництво зареєструвало статут товариства «Руська бурса у Тернополі» (від 1908 — «Українська бурса ім. А. Качали»), що постало з ініціативи Володимира Лучаківського, який був першим його головою. Від лютого 1926 року у приміщенні бурси діяла жіноча гімназія «Рідної школи», котра згодом змінила статус і від 1937 року користувалася будинком уже неподільно, а бурса перейшла в інше приміщення на вул. Костюшка (нині Камінна).
У вересні 1876 року зареєстровано статут товариства «Бурса для синів сільських учителів», 1894 року ця «учительська бурса» перейшла в новозбудоване приміщення на вулиці Стрілецькій (нині Івана Франка).
1 жовтня 1899 року почала діяти бурса («інтернат») для учнів учительської семінарії на розі вул. Лелевеля (нині Січових Стрільців) і Шевченка (нині Пирогова), власником будинку було Товариство опіки над інтернатом.
1902 року створена «Селянська бурса», якою опікувалося «Руське товариство педагогічне».
1905 року відкрито бурсу «Товариства польської бурси ім. М. Мацішевського» для учнів польських гімназій та вищої реальної школи.
1911 року вступила в дію польська бурса «Товариства школи людової» на вулиці о. С. Качали. Крім того, в Тернополі діяли Бурса ім. А. Шептицького та єврейська, 1918—1919 — також при Жіночому інституті імені княгині Ярославни. Утримувалися бурси за громадські кошти і доброчинні пожертви.

### Бібліотеки
У Тернополі діють:
- бібліотеки з універсальними книжковими фондами Міністерства культури і мистецтв України:
  - Обласна універсальна наукова бібліотека
  - Обласна бібліотека для молоді
  - Обласна бібліотека для дітей

## Культура

### Загальна характеристика
Окрасою Тернополя є Театральний майдан і бульвар Тараса Шевченка. Саме на цьому місці 29 квітня 1990 року вперше в Україні було піднято і освячено український національний прапор. Ще раніше тут провела віче Крайова Рада Народного Руху, створена першою в Україні 24 березня 1989 року. На майдані проходять велелюдні зібрання, мітинги, концерти, спортивні змагання та інші заходи. Сюди люди приносять квіти до пам'ятника Тарасові Шевченку, пам'ятного стенда Героїв Небесної сотні та полеглих бійців АТО.
28 травня 1995 року на вулиці Гетьмана Сагайдачного освячено пам'ятник Іванові Франку, який природно поєднується із архітектурним ансамблем міста.
Ще з минулого століття до нинішніх часів тернополяни щороку урочисто відзначають роковини Тараса Шевченка. Пам'ятними подіями в житті міста були виступи корифеїв українського театру Марка Кропивницького, Марії Заньковецької, Миколи Садовського, композитора Миколи Лисенка, всесвітньо відомої Соломії Крушельницької. У роки першої світової війни режисер Лесь Курбас організовував славнозвісні «Тернопільські театральні вечори».

### Театри

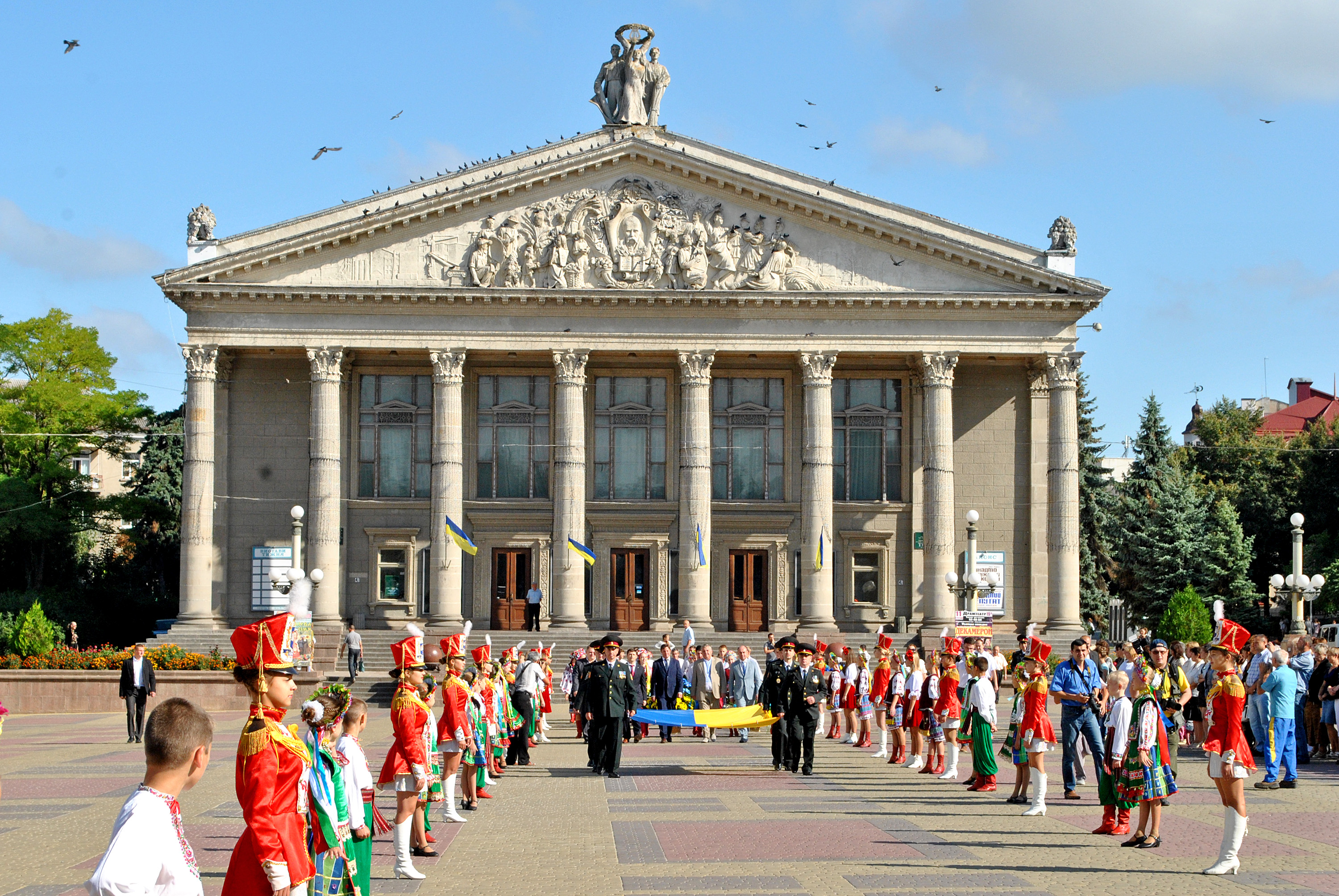
Тернопільський драматичний театр імені Тараса Шевченка, архітектор Дмитро Чорновіл

Театральне життя на Тернопільщині взагалі пов'язане з існуванням у XVIII — на початку XIX століть у палацах та давніх замках поміщиків, графів так званих «маєткових театрів» з обладнаними залами, сценою, наявністю малого оркестру, хору з обдарованих панщизняних селян і освіченого диригента. Такі «маєткові театри» були в Золотому Потоці та Вишнівці. Палац у Вишнівці, де був «маєтковий театр», зберігся до наших днів.
29 березня 1864 року розпочав вперше свою діяльність професійний західноукраїнський театр товариства «Бесіда». Він показав десятки вистав у Львові, Перемишлі, Коломиї, Станіславі, Самборі та Чернівцях і на 15-му місяці свого існування прибув на Тернопільщину. 10 червня 1865 року на вулицях Тернополя були розвішані театральні афіші за підписом режисера Омеляна Бачинського. Вони сповіщали: «Товариство українського народного театру зі Львова поставить у місті Тернополі 20 драматичних творів». Кореспондент львівської газети «Слово» з цього приводу повідомляв, що тернополяни з великою радістю очікують дорогих гостей, небачених ще на галицькім Поділлі професійних артистів. На той час у Тернополі вважали щасливою людиною того, хто бачив у Львові вистави театру. Так безсмертна опера «Наталка Полтавка» Івана Котляревського стала першою постановкою професійного театру в Тернополі. Вистава справила сильне враження на глядачів, усі подивляли талановиту і природну гру артистів Теофілії Бачинської в ролі Наталки та Г. Моленцького в ролі Макогоненка. Зал був переповнений міщанами, інтелігенцією. Були селяни з близьких сіл. В інших ролях виступали: Богданівна — Терпелиха, Вітошинський — Петро, Стефанів — Микола, Бачинський — Возний.
З успіхом пройшли тоді вистави п'єс Квітки-Основ'яненка «Сватання на Гончарівці», «Маруся» (інсценізація повісті), «Щира любов», а також постановка драми Ю. Коженьовського «Верховинці».
- З 1945 р. працює Тернопільський академічний обласний драматичний театр імені Т. Г. Шевченка[64]
- Тернопільський академічний обласний театр актора і ляльки[65]

### Музичні і танцювальні колективи
У місті діяли та діють:
- «Амріта» (народний ансамбль індійського танцю)
- «Барви» (ансамбль бандуристів)
- «Бджілка» (зразковий дитячий танцювальний колектив)
- «Бедрик»
- Галицький муніципальний камерний оркестр
- «Збруч» (вокально-інструментально-хореографічний колектив)
- «Зоринка» (народна хорова капела)
- Камерний оркестр Тернопільської обласної філармонії
- Камерний хор Тернопільської обласної філармонії
- «Мальви» (клуб спортивного танцю)
- «Мальвінка» (колектив бального танцю)
- «Медобори» (вокально-інструментальний ансамбль Тернопільської обласної філармонії, діяв до початку 1990-х рр.)
- «Неопалима купина» (художній театр фольклорного танцю)
- «Оркестра Волі» (Тернопільський муніципальний естрадний духовий колектив),
- «Посмішка» (зразковий театр танцю при Тернопільському міському центрі дитячої творчості)
- «Рожева пантера» (дитячий танцювальний колектив, шоу-балет)
- «Світозари» (вокально-інструментальний ансамбль)
- симфо-джаз оркестр ПК «Березіль»
- «Солов'ї Галичини» (жіноче вокальне тріо Тернопільської обласної філармонії)
- «Т.А.Н.Г.о» (танцювальний колектив, ексцентрик-балет)
- «Текстильник» (народний хор Тернопільського бавовняного комбінату)
- Товес Бахтале (циганський колектив).
- хорова капела комбайнового заводу (діяла до 1989)

### Видавнича справа
1910 року в Тернополі, вперше в Україні, був виданий альманах «Русалка Дністровая», який підготували і надрукували в Будапешті 1837 діячі «Руської трійці». Крім того, у 1930-х роках виходили альманахи «Сяйво», «Чар-зілля».
1957 року випущено «Тернопільський альманах». Журнал «Тернопіль» видав літературні додатки альманахового типу «Тернопільщина літературна» (1991—1992), Галицько-Волинське братство — А. «Курінь», т-во «Меморіал» ім. В. Стуса — А. «Зродились ми великої години» (Ч. 1, 1992).
У місті видають переважно підручники, дитячу, краєзнавчу, наукову літературу, перекладні твори, книги місцевих авторів тощо. Видавнича справа в Тернополі є однією з найрозвинутіших в Україні. Тут базується близько 30 видавництв, найбільші з яких:
- «А-Прінт»,
- «Астон»,
- «Богдан»,
- «Горлиця»,
- «Джура»,
- «Діана плюс»,
- «Збруч»,
- «Лібра терра»,
- «Лілея»,
- «Мандрівець»,
- «Підручники і посібники»,
- «Сорока білобока»,
- «Яблуко».

### Тернопільський Пласт

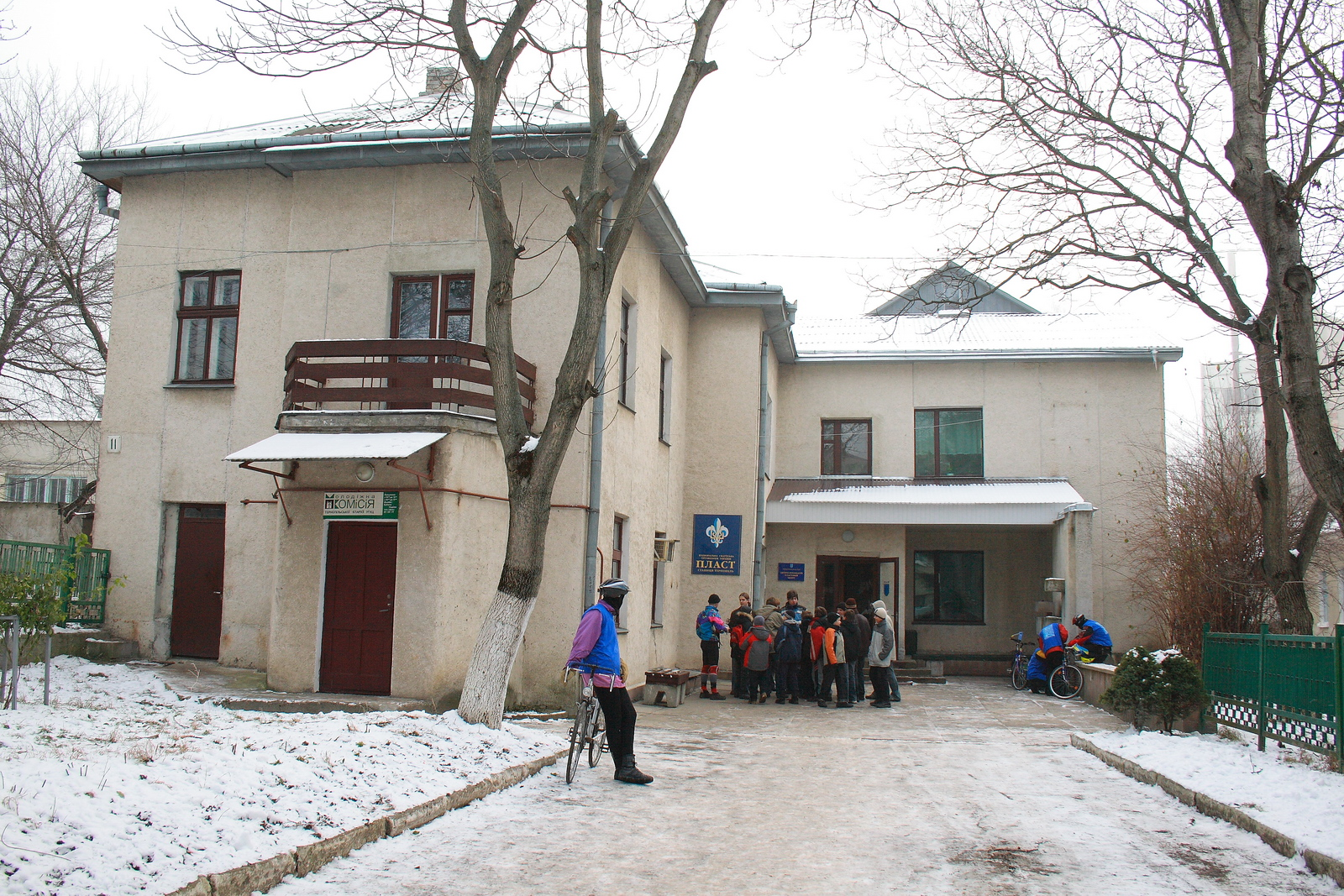
Пластова станиця в Тернополі

У Тернополі перший пластовий кружок було створено 1912 року при українській державній гімназії Франца-Йосифа I. Тернопільська Станиця пласту знаходиться на вулиці Федьковича, 11. У станиці близько 400 пластунів і пластунок, 9 юнацьких куренів, 2 новацькі гнізда. Щороку пластуни тернопільської станиці організовують близько ста заходів. Щороку організовуються станичні і курінні табори.

### Музеї

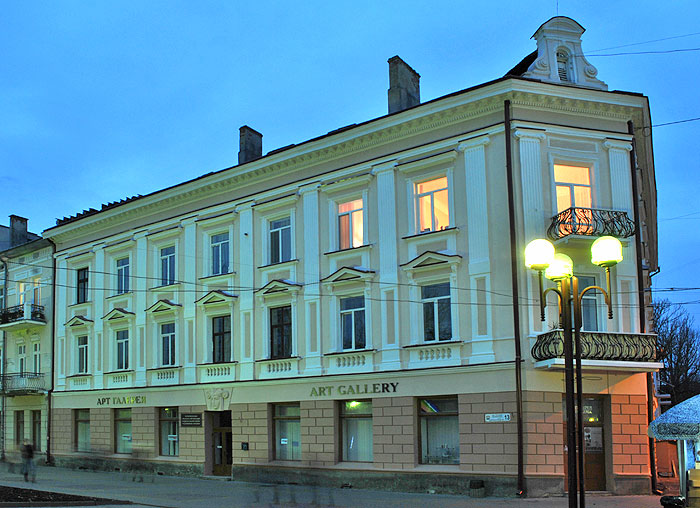
Картинна галерея

У місті діють Тернопільський обласний краєзнавчий музей, обласний художній музей, меморіальний музей політичних в'язнів, бібліотека-музей «Літературне Тернопілля», галерея Тернопільської обласної організації Національної спілки художників України та Музей Івана Пулюя.
2010 року розпочала свою роботу робоча група зі створення обласного музею Тараса Шевченка. У майбутньому історично-культурному закладі буде зібрано, зокрема, всі матеріали, пов'язані з перебуванням Кобзаря на Тернопільщині у 1846 році (у складі Археографічної комісії на Волині), присвячені йому твори місцевих митців як минувшини, так і сьогодення, взагалі обліковано й узагальнено всі документи, пов'язані з іменем Тараса Григоровича Шевченка, що зберігаються зараз у фондах обласних державного архіву та краєзнавчого і художнього музеїв. Музей має розміститися в історичному будинку в самому центрі міста на бульварі Шевченка, де зараз розташовується обласна бібліотека.
З 1990 року діє науково-пошукове об'єднання «Забуті могили».

### Виставки
Місцями організації перших виставок у Тернополі, що мали громадський резонанс, стали Міський (нині Старий) парк і зал ремісничого товариства «Ґвязда». 26 вересня — 2 жовтня 1884 на території парку відбувалася Крайова бджільничо-городницька виставка, для якої спорудили спеціальний павільйон.
У липні 1887 року в Міському парку — друга Крайова етнографічна виставка. Були представлені: знаряддя та обладнання, їжа й напої, одяг і взуття, предмети, пов'язані з народними обрядами та звичаями, вироби народного мистецтва. До організаційного комітету входили Володислав Федорович (голова), Олександр Барвінський, Владислав Боберський, Г. Федорович та інші. На відкриття виставки приїхав архікнязь Рудольф Габсбург, який високо оцінив культуру, побут і традиції українців. Тернопільський фотограф Альфред Сількевич виготовив фотоальбом із 50 світлин, частина з них зберігаються в ТОКМ.
29 травня — 4 червня 1905 року біля Міського парку на 18 тис. м² відбулася сільськогосподарська виставка, яку організувало Господарче товариство, 1906 — промислова виставка в залі товариства «Ґвязда».
Виставки різної тематики організовували українське товариство «Просвіта» й польське «Товариство народної школи». Від 23 червня до 3 липня 1931 року в Міському парку та двох гімназійних приміщеннях відбулися воєводська і регіональна виставки, до них були видрукувані план Тернополя, монографія «Тернопільське воєводство».
Від 1950-х років організовували обласні виставки, на яких представляли здобутки сільського господарства та промисловості Тернопільщини. Постійно виставки різноманітної тематики експонують у ТОКМ, ТОХМ, ДАТО, художній галереї НСХУ.

### Фестивалі
2008 року міська влада Тернополя запропонувала проєкт «Тернопіль — місто фестивалів». Щорічно проходять дитячий пісенний фестиваль «Кришталевий жайвір», open air фестиваль «Файне місто», рок-фестиваль «Нівроку», всеукраїнський фестиваль «Цвіт вишиванки». 9 січня 2013 року вперше провели «Фестиваль різдвяної куті». Всеукраїнський фестиваль козацької пісні «Байда» проводиться з ініціативи та під егідою Великої ради Українського козацтва. Щорічно проходить Всеукраїнський релігійний фестиваль «О, мати Божа, О, Райський Цвіте», у палаці культури «Березіль». У фестивалі беруть участь церковні хори з різних міст України. Також у Тернополі щорічно проводяться пластові фестивалі «Орликіада» та «Фест-Кіно».

## Засоби масової інформації

### Друковані
У Тернополі видається більше десятка періодичних видань, переважно тижневики серед них:
- «Вільне життя плюс»
- «Нова Тернопільська газета»
- «Номер один»
- «Свобода»
- «RIA+»
- «Наш день»
- «Тернопіль вечірній»
- «Літературний Тернопіль»
- «Своя музика»

### Телебачення
- «Суспільне Тернопіль»
- «TV-4»
- «ІНТБ»

### FM-радіостанції
| №п/п | Частота, МГц | Назва                                          | Логотип | Юридична особа                                | Ліцензія                         | Інтернет-мовлення, Мовлення/(Регіони) | Потужність, кВт | Адреса вежі       | Передавач | RDS |
| ---- | ------------ | ---------------------------------------------- | ------- | --------------------------------------------- | -------------------------------- | ------------------------------------- | --------------- | ----------------- | --------- | --- |
| 1    | 87.7         | Українське радіо / Українське радіо. Тернопіль |         | АТ «НСТУ»                                     | L11-01052                        |                                       | 0.25            | вул. Польова 13   | ТФКРРТ    | 00 ***** None + RT: Radio Data Sample message .. Max 64 chars here ***** PI Code: 6000 + AF                                    |
| 2    | 88.1         | Радіо Максимум                                 |         | ТОВ ТРК "Праймедіа"                           | L11-00394                        |                                       | 0.25            | вул. Польова 13   | ТФКРРТ    | Radio / Maximum / 88.1 FM / Reklama- / 43-00-50 / Radio / Maximum / 88.1 FM ***** None ***** PI Code: 1021 + AF                |
| 3    | 89.0         | Kiss FM                                        |         | УКТБРМ "ЮТАР"                                 | L11-00619                        | Kiss FM (Тернопіль)                   | 0.5             | вул. 15 Квітня 6  |           | |
| 4    | 90.8         | Шлягер FM                                      |         | ТОВ „ТРК „Шансон”                             | L11-00446                        |                                       | 0.2             | вул. Польова 13   | ТФКРРТ    | SHLAGER ***** Pop Music + RT: Shlager - Reklama 097 2369 000 - shlager.fm ***** PI Code: 62D8 + AF + CT + TP/TA + MS           |
| 5    | 91.2         | Радіо П’ятниця                                 |         | ТОВ "Новий обрій"                             | L11-00204                        |                                       | 0.5             | вул. 15 Квітня, 6 |           | 91.2MHz / Radio P'iatnytsia Ternopil' Tel: 097 717 00 50 (dynamic) ***** Pop Music + PI Code: 6211 + AF                        |
| 6    | 91.7         | Армія FM                                       |         | Центральна ТРС Міністерства оборони України   | тимчасовий дозвіл від 26/10/2023 |                                       | 0.5             | вул. 15 Квітня, 6 |           | ARMY FM / 91.7MHz / TERNOPIL ***** Pop Music + RT: 91.7 MHz TERNOPIL' + AF                                                     |
| 7    | 93.2         | Радіо Байрактар                                |         | ТОВ ТРО "Радіо Україна"                       | L11-02020                        | Радіо Байрактар (Тернопіль)           | 0.25            | вул. 15 Квітня, 6 |           | BAYRKTR ***** Pop Music ***** PI Code: 92EE + AF                                                                               |
| 8    | 94.4         | Радіо Культура                                 |         | АТ «НСТУ»                                     | L11-01063                        |                                       | 1               | вул. Польова 13   | ТФКРРТ    | |
| 9    | 96.1         | конкурс від 26/06/2025                         |         |                                               |                                  |                                       | 0,5             | вул. Польова 13   | ТФКРРТ    | |
| 10   | 98.6         | Радіо Ми — Україна (план)                      |         | ТОВ «Ми-Україна ФМ»                           | L11-02002                        |                                       | 0.5             | вул. 15 Квітня, 6 |           | |
| 11   | 101.1        | УХ радіо                                       |         | ПП ТРО «Українська хвиля» / ПП ТРО «УХ-радіо» | L11-01045 / L11-01314            |                                       | 0.5             | вул. Приміська 11 | ТФКРРТ    | |
| 12   | 101.5        | Радіо Промінь                                  |         | АТ «НСТУ»                                     | L11-01064                        |                                       | 1               | вул. 15 Квітня, 6 |           | |
| 13   | 102.3        | FM Галичина                                    |         | ТОВ ТРК "Галичина"                            | L11-01162                        |                                       | 0.5             | вул. Польова 13   | ТФКРРТ    | GALY4YNA / 102.3 / REKLAMA / 068-516 / 00-00 ***** Folk Music + RT: www.Galychyna.fm Faine Radio ***** PI Code: 6227 + MS + AF |
| 14   | 103.5        | Radio ROKS                                     |         | ТОВ "Радіо ТОН"                               | L11-00888                        | Radio ROKS (Тернопіль)                | 1               | вул. 15 Квітня, 6 |           | ROKS ***** PI Code: 7210 + AF                                                                                                  |
| 15   | 104.1        | Наше Радіо                                     |         | ТОВ "Наше радіо"                              | L11-00354                        | Наше радіо (Тернопіль)                | 0.5             | вул. 15 Квітня, 6 |           | NASHE / NASHE TERNOPIL` 104.1 MHz (dynamic) ***** Pop Music + RT: NASHE TERNOPIL` 104.1MHz ***** PI Code: 62E8 + CT + AF       |
| 16   | 104.5        | Люкс FM                                        |         | ПрАТ ТРК "Люкс"                               | L11-00152                        |                                       | 1               | вул. Польова 13   | ТФКРРТ    | RADIO / LUX FM / 104.5 FM ***** Pop Music ***** PI Code: 1047 + TA + AF                                                        |
| 17   | 104.9        | Radio Relax                                    |         | ТОВ "ТРК Онікс"                               | L11-00161                        | Radio Relax (Тернопіль)               | 0.5             | вул. 15 Квітня, 6 |           | |
| 18   | 105.6        | Хіт FM                                         |         | ТОВ ТРК "Медіа маркет"                        | L11-00641                        | Хіт FM (Тернопіль)                    | 1               | вул. 15 Квітня, 6 |           | |
| 19   | 106.1        | Мелодія FM                                     |         | ТОВ "Радіо Тернопіль"                         | L11-00640                        | Мелодія FM (Тернопіль)                | 1               | вул. 15 Квітня, 6 |           | |
| 20   | 106.8        | Радіо Тернопільська хвиля                      |         | ТОВ ТРК "Тернопільська хвиля"                 | L11-01580                        |                                       | 1               | вул. Приміська 11 | ТФКРРТ    | TERNOPIL / `SKA / KHVYLIA / 106.8 FM ***** Easy Listening ***** PI Code: 6293 + TP + TA + AF                                   |
| 21   | 107.4        | Radio NV                                       |         | ТОВ ТРК "Радіо-Ера"                           | L11-00051                        |                                       | 0.5             | вул. 15 Квітня, 6 |           | RADIO NV ***** NEWS + RT: пустий рядок ***** PI Code: 62D3 + AF                                                                |

### УКХ-радіостанції
| №п/п | Частота, МГц | Назва       | Потужність, кВт | Адреса вежі     | Передавач |
| ---- | ------------ | ----------- | --------------- | --------------- | --------- |
| 1    | 71,03        | Радіо Марія | 1               | вул. Польова 13 | ТФКРРТ    |

В інтернеті мовлять місцеві онлайн-радіостанції, ведуться відеотрансляції засідань міської та обласної рад, передають зображення вуличні вебкамери, регулярно оновлюється стрічка новин інтернет-видань.

## Архітектура

### Пам'ятники Тернополя
У Тернополі встановлено 30 пам'ятників та пам'ятних знаків. Більшість розташовані в центральній частині міста: Тарасові Шевченку, Степанові Бандері, Іванові Горбачевському, Данилові Галицькому, Йосифові Сліпому, Ярославові Стецьку, Іванові Франку, Симону Петлюрі, Андрію Шептицькому та іншим відомим особистостям. Окрім того, щонайменше 5 пам'ятників не збереглося до нашого часу.
9 квітня 2022 року у Тернополі зник пам'ятник російському поетові Олександру Пушкіну, який громадські активісти вимагали демонтувати декілька років. Проте в Тернополі знаходилось і багато прихильників місцезнаходження цієї споруди у центрі міста. Актуально було рішення про знесення пам'ятника саме під час кровопролиття, яке вчинили рашистські окупанти в ході вторгнення в Україну. Хоча Олександр Пушкін був проти царської тиранії в російській імперії, проте і до війни в Україні він немав жодного відношення. Перед демонтажем пам'ятник був знову облитий фарбою, а ще раніше був обписаний нецензурними лайками. Більшість виступала все ж таки за демонтаж пам'ятника якнайшвидше. Імовірно, уникаючи дискусій та скандалів, міський голова Тернополя Сергій Надал наказав демонтувати пам'ятник під покровом ночі.

### Вулиці Тернополя

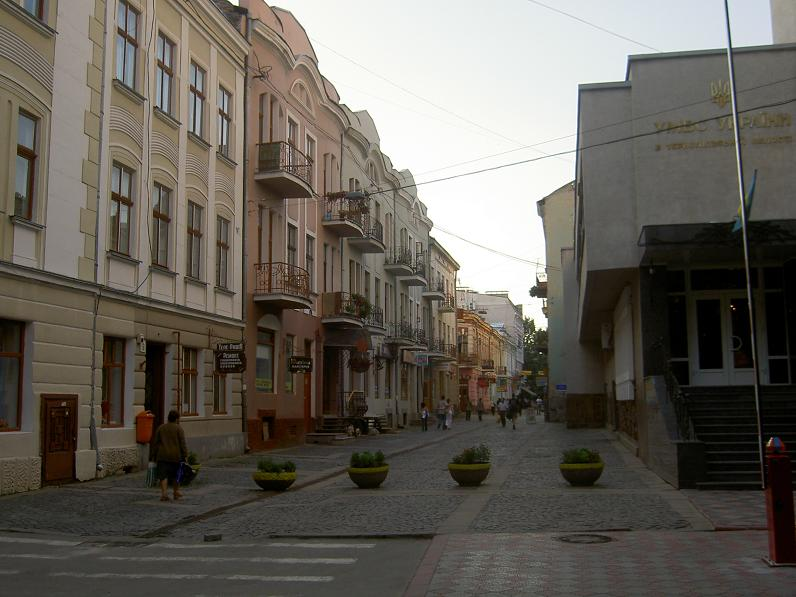
Вулиця Валова — одна з найстаріших вулиць міста
Фрагмент дворику будинку «TSL» на вулиці Качали
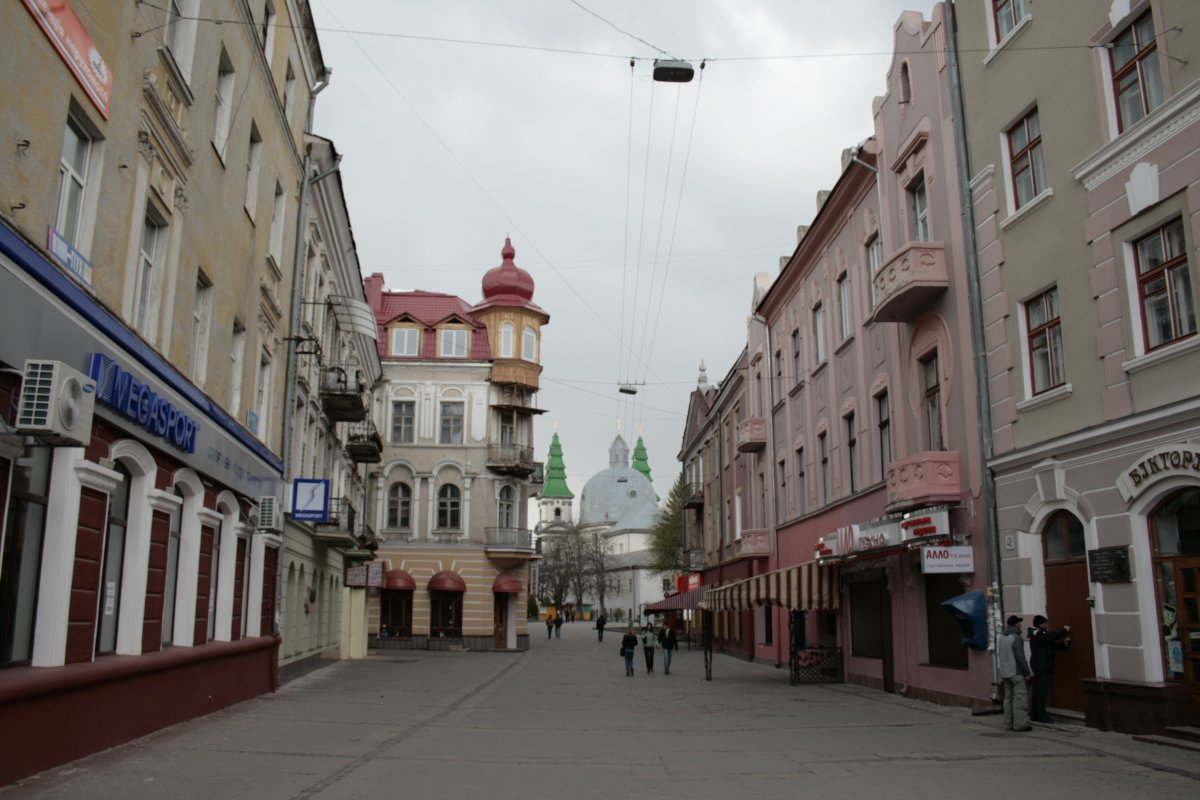
Вигляд на вулицю Гетьмана Сагайдачного з бульвару Тараса Шевченка
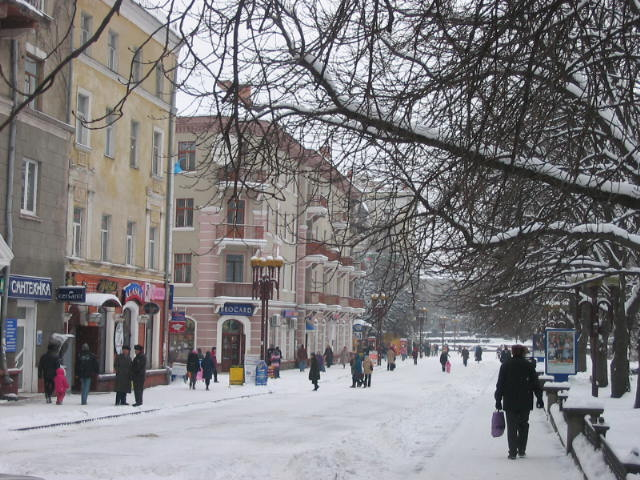
Бульвар Тараса Шевченка. Зима
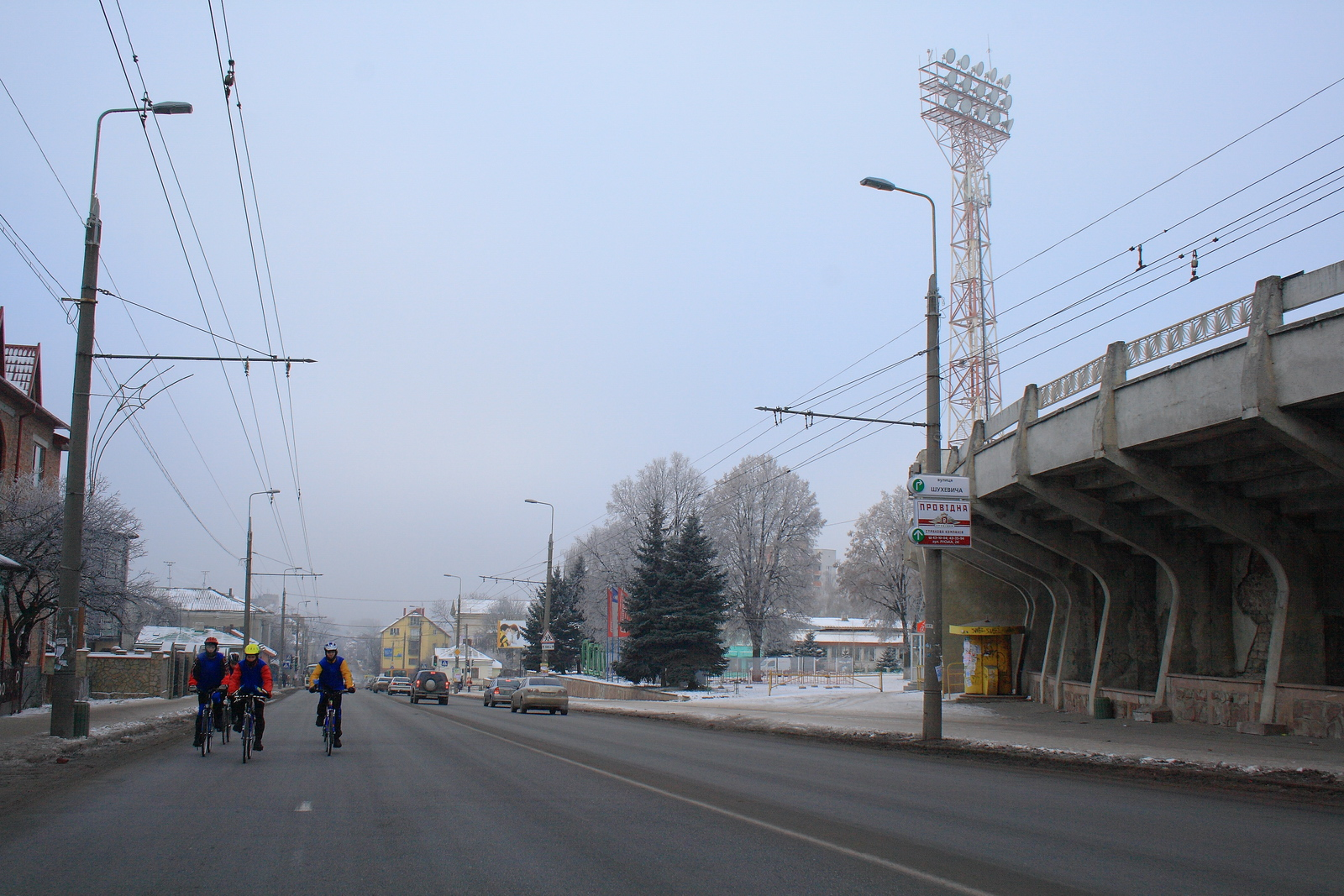
Проспект Степана Бандери, праворуч — міський стадіон
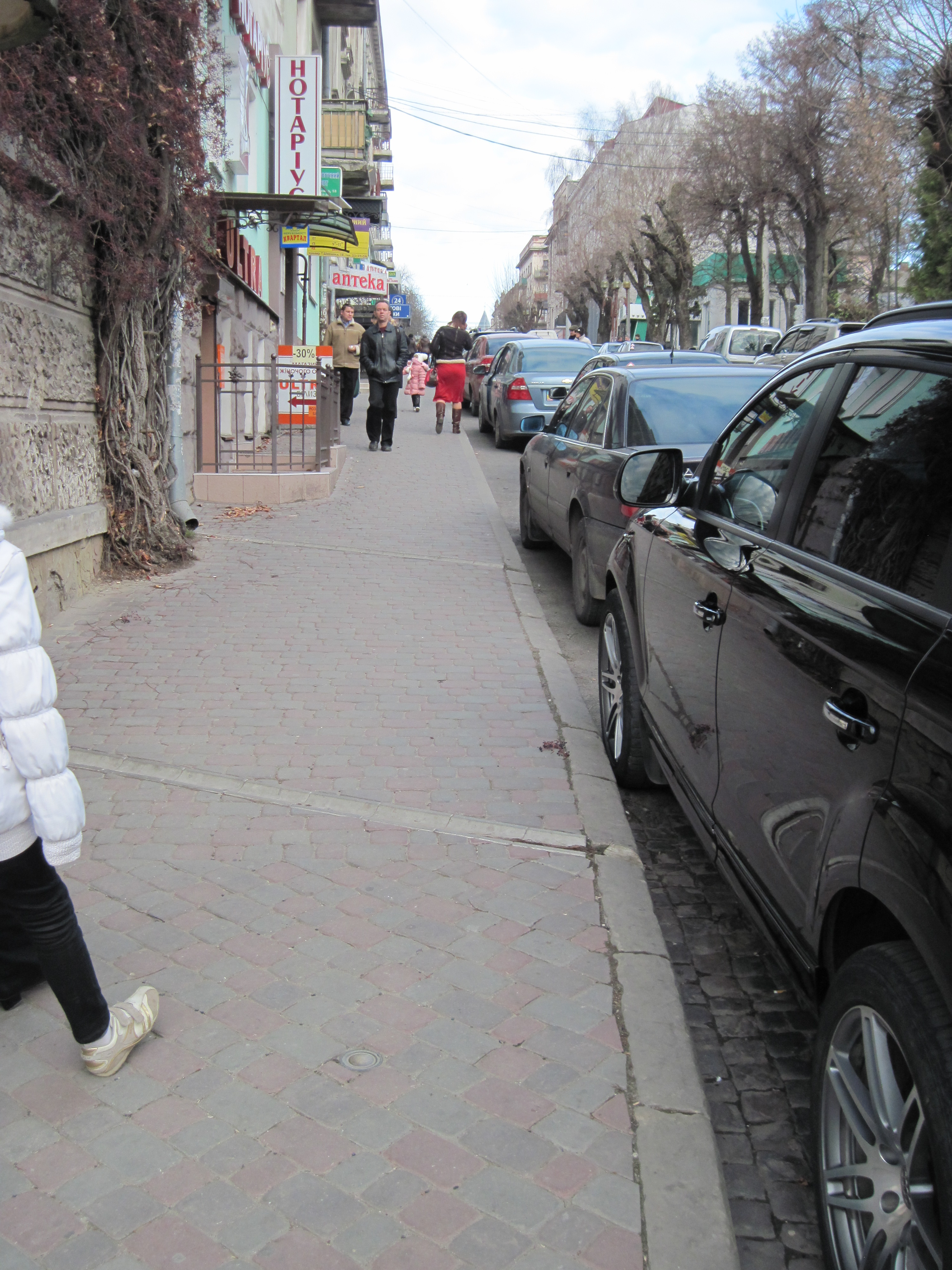
Тротуар з підігрівом

### Архітектурні пам'ятки
Під час Другої світової війни місто було серйозно зруйноване. Більше 90  % будинків не збереглося. Проте деякі цінні будівлі вдалось відбудувати.

#### Пам'ятки архітектури національного значення
- Палац Тернопільського замку 1540 року
- Костьол монастиря домініканів, келії 1749—1779 рр.
- Воздвиженська церква кінця XVI століття
- Церква Різдва Христового друга половина XVI століття

#### Пам'ятки архітектури місцевого значення
- Пансіонат сестер Йозефіток із ліцеєм (нині обласна прокуратура),
- Офіцерське казино (нині міська рада),
- Вілла А. Грабовського (нині обласна універсальна бібліотека),
- Залізничний вокзал,
- Міський шпиталь (нині ЗОШ № 5),
- Австро-Угорський банк (нині Національний банк),
- Готель «Подільський» (колишній готель «Україна»),
- Реальна гімназія (нині українська гімназія ім. І. Франка),
- «Міщанське братство» (нині філармонія),
- Товариство народних шкіл (нині адміністративний будинок),
- Друга польська гімназія (нині ЗОШ № 4),
- Міська ощадна каса (нині Ощадбанк),
- Промислова школа (нині супермаркет).

### Фонтани
У Тернополі є близько 20 фонтанів, більшість із яких діючі і несуть важливу архітектурну та розважальну роль. Майже всі з них на замкненому циклі, обладнані підсвіткою і працюють щодня, починаючи від Великодня аж до Покрови й довше. За гарне композиційне поєднання вулиць і фонтанів Тернопіль часом називають «містом фонтанів».

Пам'ятник князю Данилові Галицькому на майдані Волі
Барельєф В'ячеслава Чорновола на розі бульварі Тараса  Шевченка, 21 та вул. В'ячеслава Чорновола
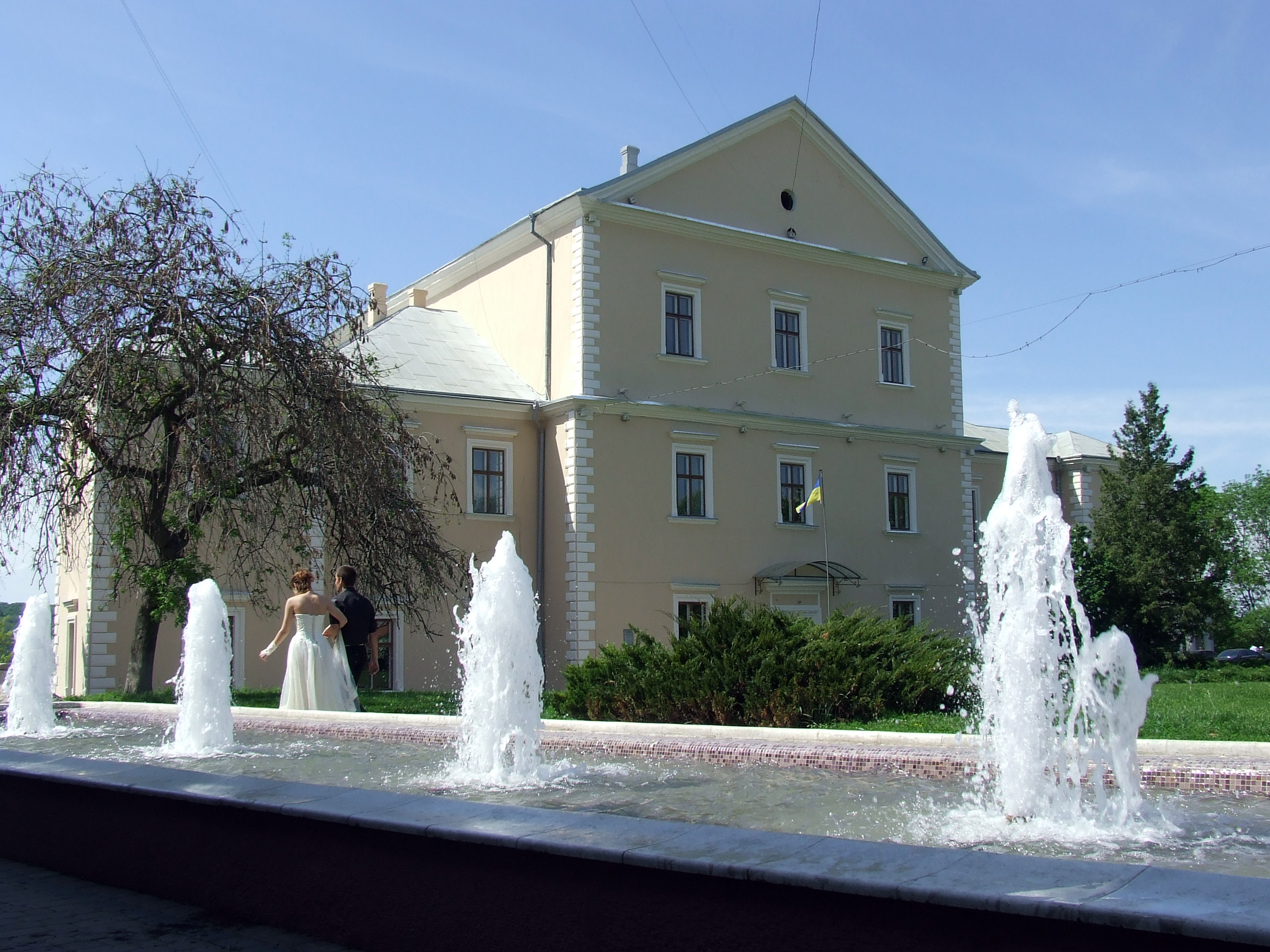
Тернопільський замок
Фонтани у гідропарку «Сопільче»

## Спорт
У місті виступає кілька професійних команд. Волейбольна команда «Галичанка Тернопіль» — жіноча команда Тернопільського національного економічного університету, є чемпіоном української Суперліги (2010), срібним (2006) та бронзовим (2000, 2001) призером, володарем Кубка України (1994, 2004). Команда брала участь у Кубку CEV (2000/01, 2001/02), Кубку ТОП команд (2006/07).
Головною професійною футбольною командою міста є «Нива», яка в сезоні 2018/19 виступала в другій лізі чемпіонату України, а в минулому виступала у вищій та першій лігах. ФК «Тернопіль» двічі виступав на професійному рівні: вперше на початку 2000-х років, а вдруге у середині 2010-х років.
Спеціалізована ДЮСШ «Екстрім» — лідер України зі сноубордингу та фристайлу (могул). Команди ДЮСШ «Екстрім» стабільно лідирують на Всеукраїнських змаганнях. Більше десятка спортсменів школи включено до основного складу та резерву збірних команд України.
Гандбольна команда «ЕкономУніверситет-Енерго» утримується в середній ланці української суперліги. Баскетбольна команда БК «Тернопіль» виступає у вищій лізі.
27—28 серпня 2011 року в Тернополі відбувся Чемпіонат Європи з водно-моторного спорту, а 25—26 серпня 2012 року — Чемпіонат світу у класах JT-250 та F-500. Крім того, днем раніше — 24 серпня — відбувся перший в історії Чемпіонат України з аквабайку.
У Тернополі діють численні спортивні клуби, зокрема легкоатлетичний спортивний клуб «Кенгуру», спортивно-екологічний клуб «Каскад», громадсько-спортивний клуб та команда з вільної боротьби «Галицькі леви-Спорт», спортивно-туристичний клуб «Кристал» тощо.
Проводяться легкоатлетичні змагання «Тернопільська озеряна».

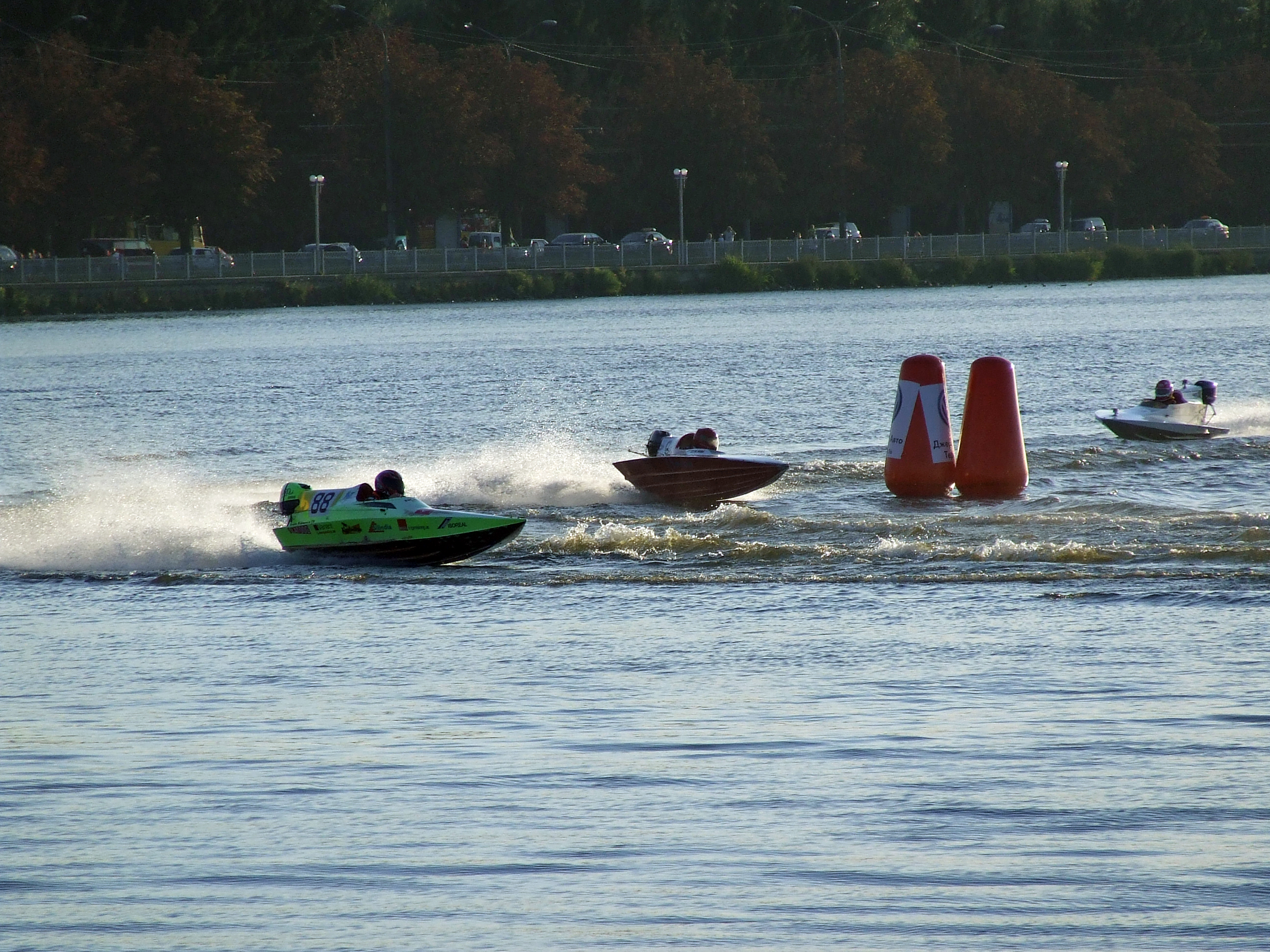
Чемпіонат Європи з водно-моторного спорту, 27 серпня 2011

## Рекреація

### Парки
- Старий Парк
- Гідропарк «Сопільче»
- Парк імені Тараса Шевченка
- Парк Національного відродження
- Парк Воскресіння
- Регіональний ландшафтний парк «Загребелля»

### Сквери
- Сквер імені Шевченка
- Сквер по вулиці В. Чорновола
- Сквер Миру

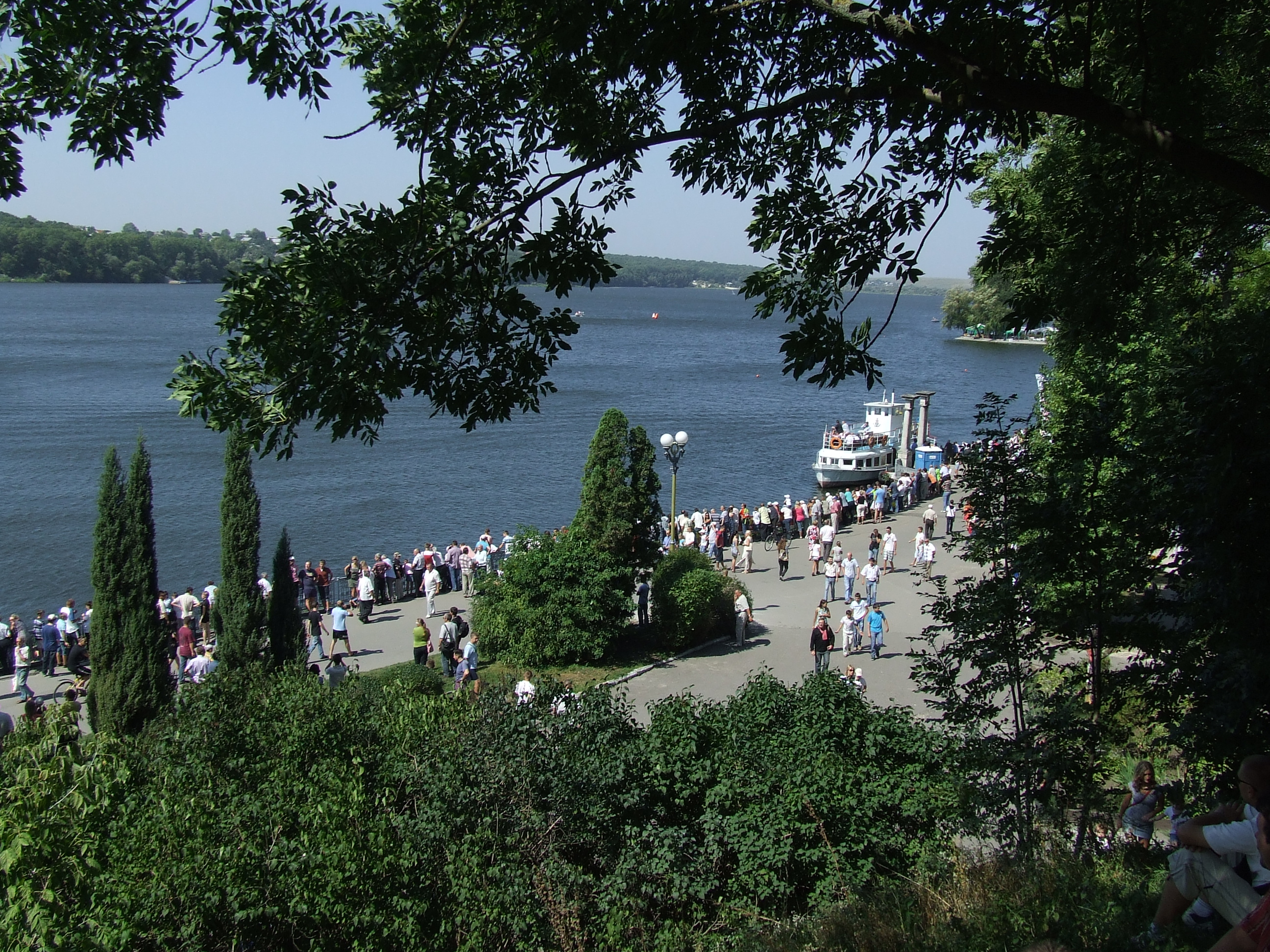
Набережна у парку імені Тараса Шевченка
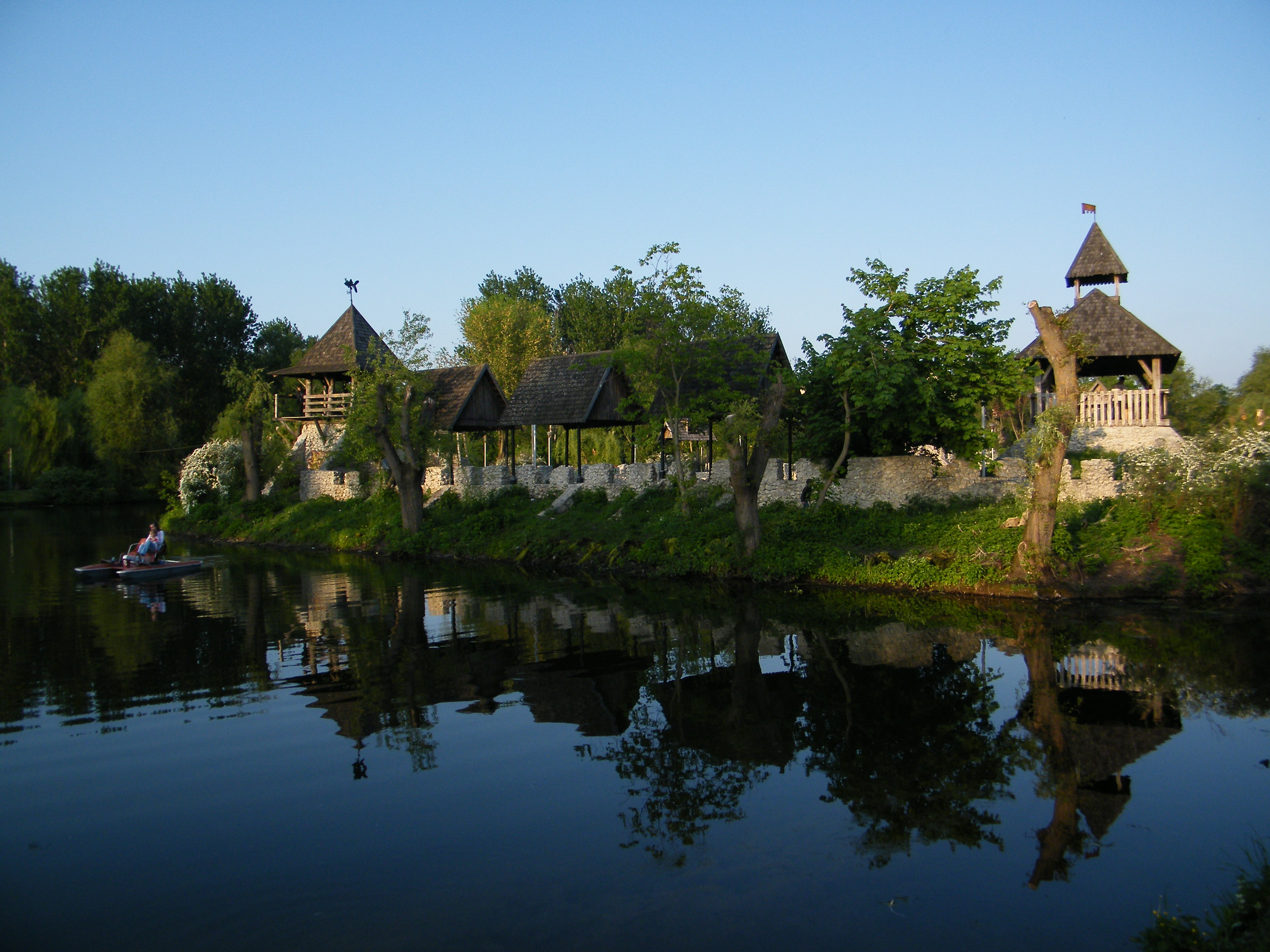
«Козацький острів» у гідропарку «Сопільче»
Фонтан «Олімпіада» в Парку Національного відродження

## Інфраструктура

Торговий центр «Орнава»

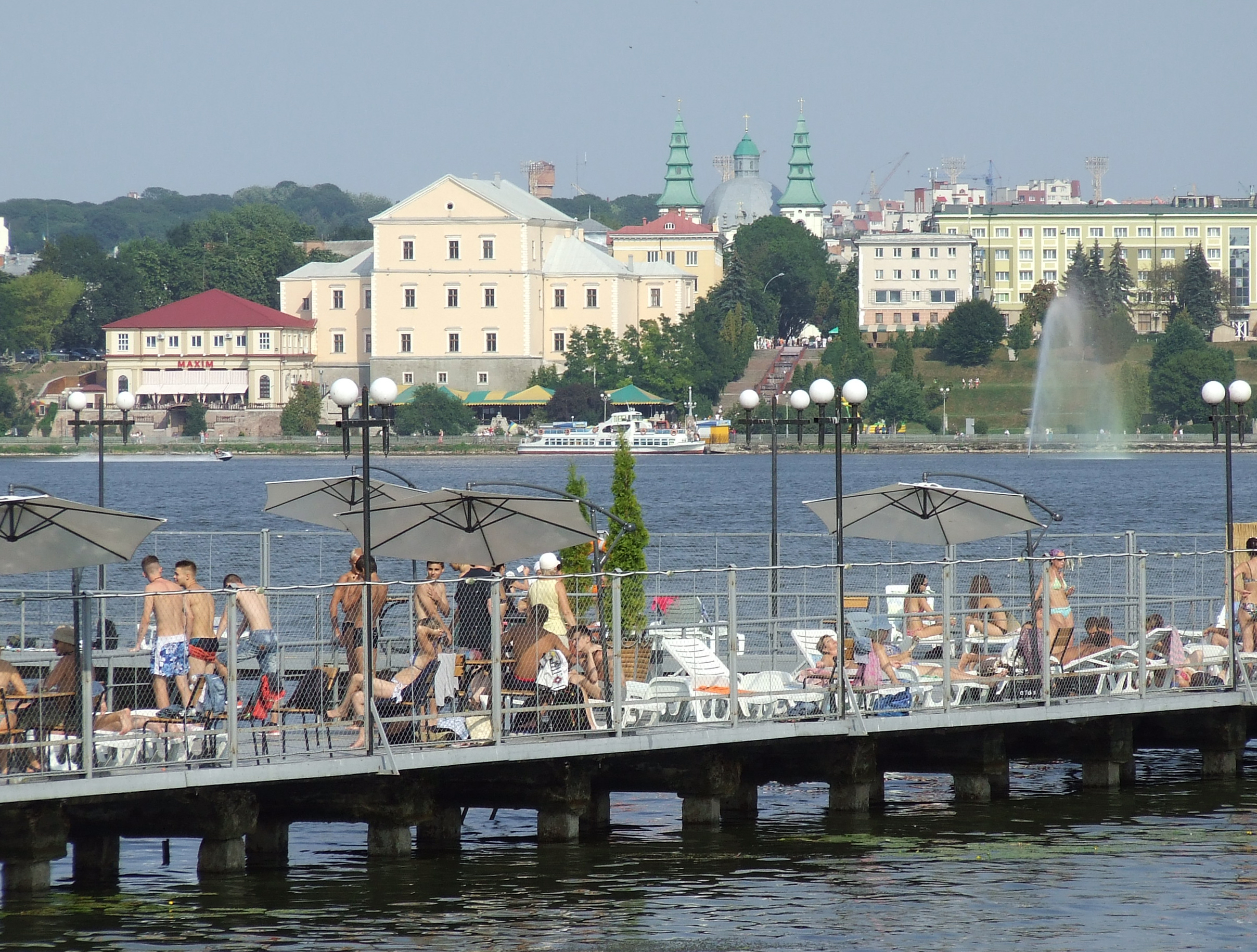
Пляж «Riviera beach»

У Тернополі зареєстровано 102 акціонерних товариства (ПАТ — 57, ПрАТ — 45)
У Тернополі діє:
- понад 20 готелів,
- близько 20 продуктових супермаркетів,
- близько 25 державних та приватних банків[74],
- понад 10 супермаркетів побутової та цифрової техніки,
- близько 30 ринків (продовольчих, непродовольчих, змішаних),
- близько 20 торгових центрів,
- 3 продуктові гуртівні,
- 3 будівельні супермаркети,
- 7 розважальних центрів,
- 6 нічних клубів,
- 3 місця розваг на воді (2 пляжі та 1 аквапарк),
- 3 кінотеатри (один із них — 4-зальний),
- 2 театри,
- 6 концертних залів (філармонія та будинки культури),
- 5 музеїв (не враховуючи при навчальних та інших закладах).

## Транспорт
У Тернополі діють автомобільний (автобуси, таксі, маршрутні таксі), електричний (тролейбуси), залізничний (приміські електропоїзди, дизель-поїзди), повітряний (літаки, гелікоптери) та водний транспорти (теплоходи, яхта, вітрильник).

### Тролейбуси
25 грудня 1975 року в Тернополі відкрито тролейбусний рух. До 2003 року в місті діяло 15 тролейбусних маршрутів. Станом на 2024 рік кількість тролейбусних маршрутів у Тернополі зменшилась до 8. Тернопіль щоденно обслуговують у середньому 40 тролейбусів таких моделей, як Škoda 14Tr, Škoda 15Tr, Škoda 24Tr, ЛАЗ Е183.

### Автомобільний транспорт
Автобусне сполучення діяло у 1920-х роках, зупинка автобусів знаходилася біля парафіяльного костелу. Зокрема, були маршрути:
- Тернопіль — Микулинці (2 автобуси, вартість проїзду близько 1928 року складала 2,00 злотих);
- Тернопіль — Збараж (1 автобус, вартість 2,50 злотих);
- Тернопіль — Скалат (1 автобус, вартість 3,00 злотих);
- Тернопіль — Львів, 1 автобус, вартість дорівнювала ціні квитка на поїзд 3-го класу[75].

У Тернополі діє міжміський автовокзал 1-го класу, який відкритий у 1971 році, після реконструкції — 15 лютого 2016, забезпечує автобусне сполучення з райцентрами та іншими населеними пунктами області, з окремими обласними центрами України і містами за кордоном держави (Варшава, Вроцлав, Ряшів (Польща), Прага (Чехія), Мюнхен (Німеччина), Кишинів (Молдова) та іншими містами ряду країн.
У Тернополі є також автостанція, яка обслуговує автобусним сполученням приміські населені пункти.
Станом на 2024 рік в місті Тернопіль діють 32 автобусних маршрути, на яких сумарно працюють близько 140 автобусів.

### Залізничний транспорт
Тернопільський вокзал відкритий 1870 року одразу, як було прокладено залізничну лінію Львів — Підволочиськ. З того час споруду неодноразово перебудовували.
Нині в межах Тернополя існує одна пасажирська залізнична станція: головний вокзал Тернополя, що розташований у районі між вулицями Богдана Хмельницького, Вояків дивізії «Галичина», Соломії Крушельницької. На вулиці Транспортній розташований пасажирський зупинний пункт для приміських електропоїздів, що прямують зі Львова.
Тернопіль є важливим залізничним вузлом. З Тернополя курсують поїзди у таких основних напрямках: Київ, Харків, Львів, Трускавець, Ужгород, Хмельницький, Івано-Франківськ, Чернівці, Дніпро, Запоріжжя, Одеса, Вінниця, Чортків, Ланівці, Рахів, Рогатин тощо.

### Водний транспорт

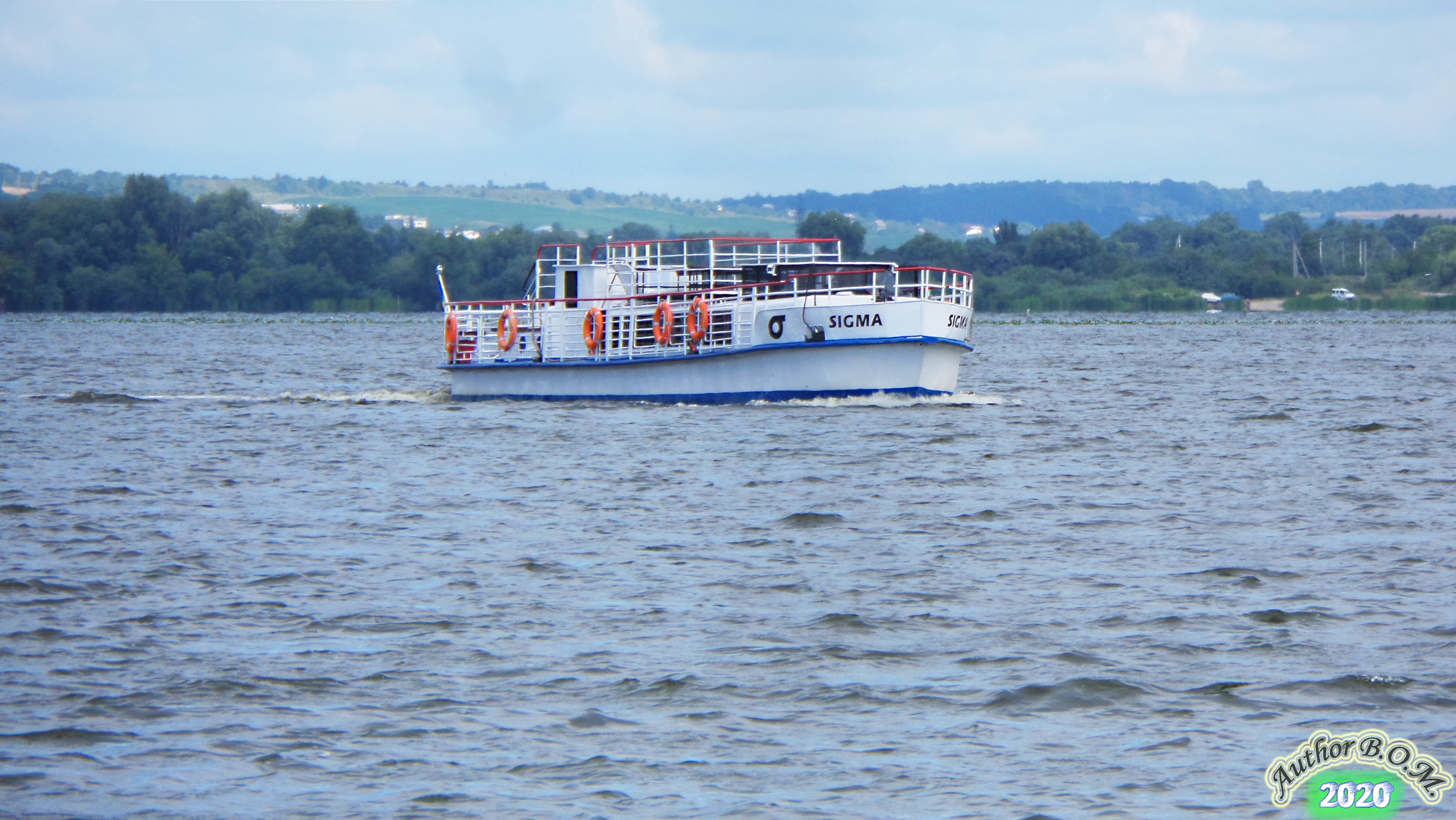
Теплохід-трансформер «Сігма», що курсує до мікрорайону Пронятин

Тернопільським озером під час сезону навігації курсують теплоходи «Ян Амор Тарновський», «Капітан Парій» (колишній ПТ-50) та «Сігма». У теплу погоду судна сполучають центр міста з Дальнім пляжем, а у прохолодні дні здійснюють круїзи без зупинок.
Окрім теплоходів, на озері можна побачити яхту з бортовим номером ТП-88-К, яка швартується на пристані, що в парку імені Тараса Шевченка, навпроти дитячого майданчика

### Авіаційний транспорт
Після введення в дію у травні 1985 року нової злітно-посадкової смуги був введений в експлуатацію аеропорт «Тернопіль», який нині має статус «міжнародного». Приймає лише чартерні рейси. Кілька років тому двічі на тиждень були рейси до Стамбула (Туреччина), а у 2010 році тривалий час діяв спеціальний рейс «Тернопіль — Київ», що згодом був скасований через нерентабельність. У планах міської та обласної влади — відновлення регулярних авіарейсів.

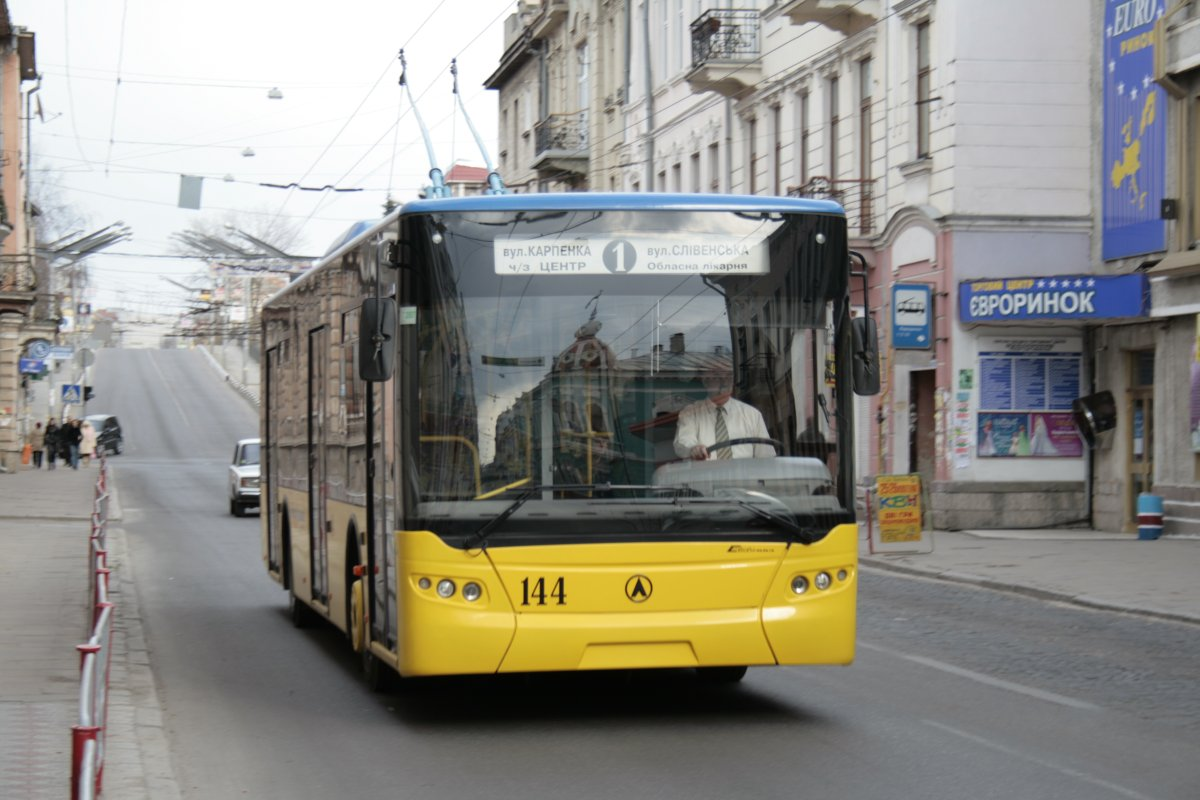
Один з тернопільських тролейбусів, вироблених львівським заводом «ЛАЗ»
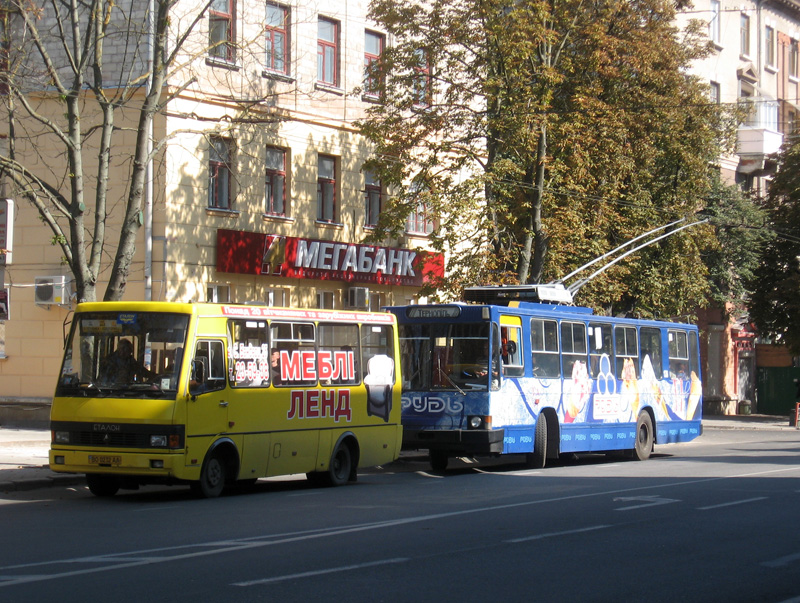
Міський транспорт Тернополя
Міжміський автовокзал
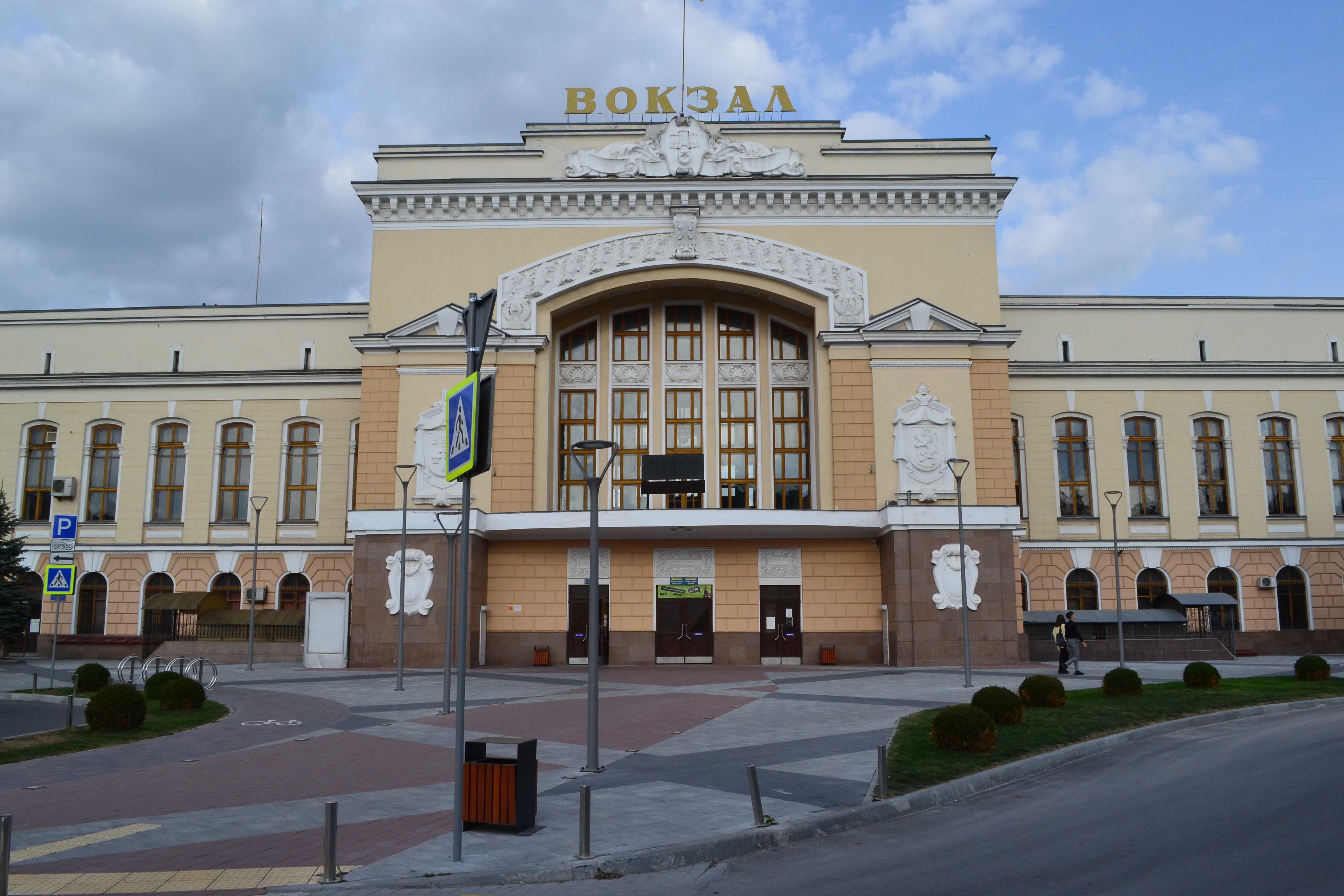
Залізничний вокзал Тернопіль-Пасажирський
Теплоходи «Капітан Парій» та «Ян Амор Тарновський»

### Проблеми транспорту
Однією з головних проблем Тернополя залишається невідповідна пропускна здатність автошляхів до інтенсивності руху автомобільного транспорту. Найзавантаженішими вулицями міста залишаються Богдана Хмельницького, Руська, Торговиця, Збаразька та інші.
Впродовж 2009 року в Тернополі на ряді центральних вулицях введено односторонній рух: Шашкевича (вниз до вул. Торговиця, Паращука (вгору до вул. Руська), Листопадовій (вгору до Майдану Волі), Івана Франка (від вул. Качали до Головпоштамту), Коперника (від Головпоштамту до вул. Руська), частину вул. В'ячеслава Чорновола (від Головпоштамту до залізничного вокзалу). Це значною мірою розвантажило центр міста.

## Відомі особистості

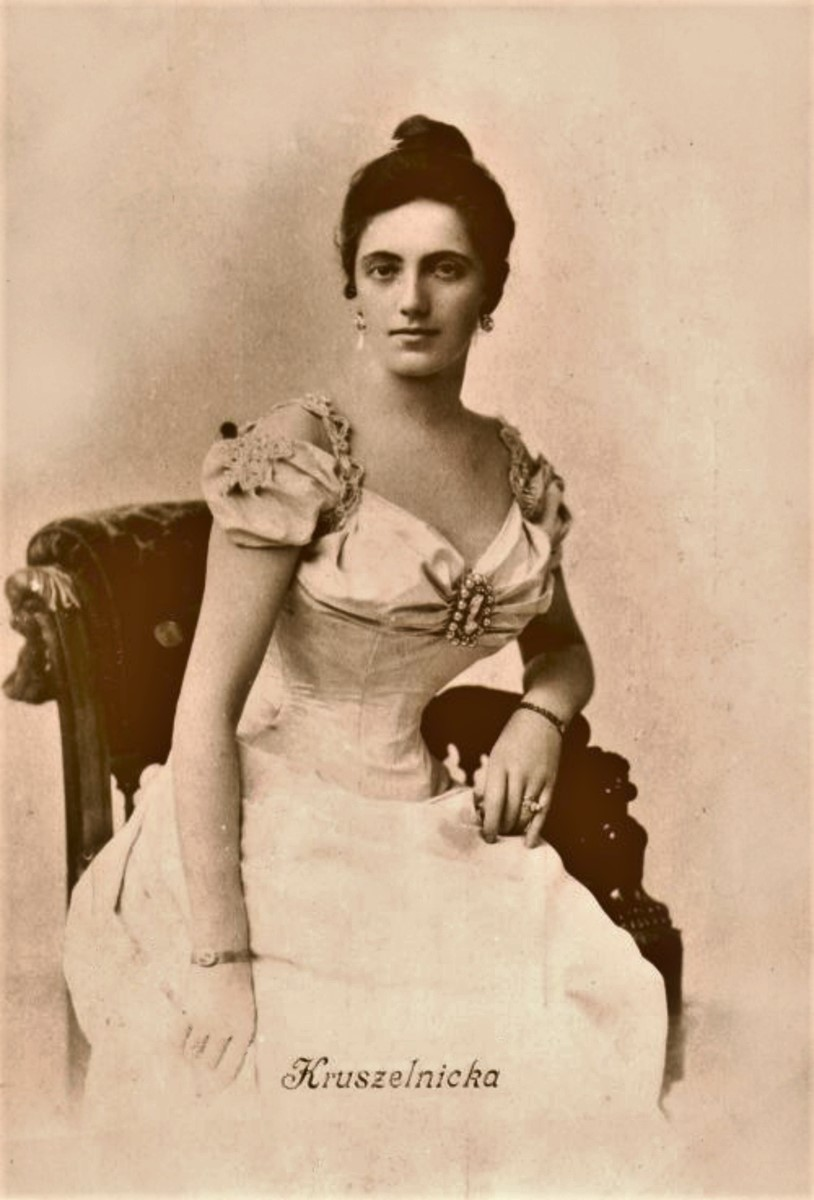
Соломія Крушельницька — відома українська співачка, провела дитинство у Білій, що на околицях Тернополя

### Народилися
- митці: Вацик Теодор Якимович, Аполлінарій Ґловінський, Дністрянська Софія Львівна, Казимир Титус Костинович, Діонізій Шолдра, Арутюнян Олена Євгенівна;
- актори: Демчук Теофіль Семенович, Стадникова Софія Андріївна;
- композитори, диригенти: Січинський Денис Володимирович, Безкоровайний Василь Васильович, Барвінський Василь Олександрович, Сарамаґа Богдан Павлович, Небесний Іван Васильович;
- письменники Перль Йозеф, Станіслав Горак, Юліан Опільський, Анатолій Дністровий, Демків Борис Миколайович, Іванців Мирослава Петрівна, Крохмалюк Юрій Андрійович, Кухалашвілі Володимир Костянтинович, Маленький Ігор Мирославович, Ухачевський Сергій, Цурковський Ярослав Іванович;
- філолог: Станіслав Здзярський;
- журналісти: Сушкевич Володимир Леонович;
- релігійні діячі: латинський митрополит Кракова Базяк Євгеніуш; Демчук Володимир — капелан Української Галицької Армії (УГА).
- військові діячі: Стецько Ярослав Семенович, Пашкевич Олександр Вікторович, Новицький Степан Михайлович, Заруцький Іван Мартинович;
- громадсько-політичні діячі: Болюх Василь, Болюх Мирослав Васильович, Джоджик Ярослав Іванович, Ґутковський Клим, Богдан та Володимир Загайкевичі, Левків Богдан Євгенович, Лопатинський Юрій Дем'янович, Казімеж Пужак, Стефанчук Руслан Олексійович, Тима Юрій Казимирович, Чубатий Микола Дмитрович;
- громадські діячі в діаспорі: Бачинська Ольга Олександрівна, Білецька Марія Іларіонівна, Крохмалюк Роман Андрійович;
- науковці: Дністрянський Станіслав Северинович, Дмоховський Леонтій-Людомир, Дністрянський Станіслав Северинович, Казімеж Айдукевич, Казимир Міхаловський, Рудольф Пех, Сімха Пінскер, Єжи Козіцький;
- вчені-медики: Бакалюк Олег Йосипович, Банадига Наталія Василівна, Бабенков Геннадій Дмитрович, Петро-Богдан Гарасимів;
- економісти: Адамик Вікторія Віталіївна;
- педагоги: Білецька Марія Іларіонівна;
- перекладач Біблії Лука з Тернополя;
- спортсмени: Бірюков Олександр Володимирович, Волинець Олександр Вікторович, Пласконіс Володимир Пилипович та інші.

### Полеглі учасники АТО
- народилися: Бас Павло Іванович, Курилович Віталій Іванович, Лотоцький Віталій Зіновійович, Наливайчук Юрій Богданович, Орляк Олександр Володимирович, Римар Павло Андрійович, Сикліцкий Назарій Олексійович, Стефанович Віктор Володимирович, Флекей Зіновій Миколайович;
- проживали: Гурняк Віктор Петрович, Заплітний Дмитро Іванович, Рокіцький Сергій Дмитрович, Юркевич Андрій Михайлович, Якубик Ростислав Зенонович;
- навчалися, працювали: Вітишин Іван Васильович, Долгіх Сергій Володимирович, Гарматій Володимир Михайлович, Єлісєєв Ігор Миколайович, Пунда Віктор Васильович, Владислав Ратниченко (22.10.2022 — 11.08.2022) — український військовик, учасник російсько-української війни.[78] Руснак Микола Ігорьович, Семчук Віктор Ярославович, Стефурак Степан Степанович, Чабан Андрій Олександрович;
- поховані: Коломієць Федір Федорович.

### Проживали, працювали

#### Основні особистості
- Ян-Амор Тарновський — польський державний, політичний і військовий діяч.
- Соломія Крушельницька — українська оперна співачка.
- Володимир Гнатюк — український етнограф, фольклорист, мовознавець.
- Лесь Курбас — український театральний діяч.
- Володимир Лучаківський — український громадський діяч, письменник, перекладач.
- Іван Гавдида — український громадсько-політичний діяч.
- Ґерета Ігор Петрович — український археолог, мистецтвознавець, поет, викладач.
- Петро Касінчук — український громадсько-політичний діяч.
- Богдан Лепкий — український педагог, прозаїк, поет, мистецтвознавець.
- Омелян Польовий — український військовик, політв'язень.
- Іван Горбачевський — український хімік, біохімік, гігієніст, біолог, термінограф, громадський діяч.
- Іван Пулюй — український фізик, електротехнік та науковий діяч.
- Йосип (Сліпий) — український церковний діяч.
- Юзеф Браун — церковний і освітній діяч.
- Вінцент Бучинський — польський теолог та католицький священник.
- Безкоровайний Євген Іванович — український поет, публіцист, редактор, громадський діяч
- Митрополит Мефодій, предстоятель Української автокефальної православної церкви
- Миханчук Світлана Миколаївна — відмінник освіти України, заслужений працівник освіти України[79].
- Овчарик Євген Ярославович — художник-кераміст, заслужений художник України[80].
- Рафєєнко Володимир Володимирович — український письменник, прозаїк, поет.
- Володимир Чорнобай — український художник.
- Антоній Райхенберґ — польський священник, єзуїт, художник.

#### Парохи, декани Тернополя (УГКЦ)
- о. Василь Фортуна
- о. Володимир Громницький.[81]

### Відвідували місто

#### Іван Франко
Зупинявся при неодноразових поїздках до с. Вікно. У червні 1887 року як кореспондент газети «Кур'єр Львовскі» відвідує українську краєву етнографічну виставку. Побував у 1897—1898 pp. з нагоди передвиборчих зборів: у травні 1898 року востаннє висунув свою кандидатуру на додаткових виборах до австрійського парламенту на виборчому округу Тернопіль — Збараж — Скалат. 1902 року письменник зустрічався з тернопільськими гімназистами. 1911 року громадськість міста вітала його на площі біля залізничного вокзалу. Разом із сином Андрієм він приїхав читати свою поему «Мойсей». Хворого і паралізованого письменника учні гімназії на руках перенесли через площу до підводи. Поему автор читав у приміщенні «Міщанського братства» (тепер філармонія). Неодноразово зупинявся в готелі «Подільський» (тепер «Україна»). Весною 1911 року в цьому готелі письменник вечеряв разом з учителями міста. 1911 рік — останні відвідини Каменярем Тернополя..

#### Інші особи
- Патріархи Мстислав (Скрипник), Єремія І;
- митрополит Андрей Шептицький, кардинал, митрополит УГКЦ Йосиф Сембратович;
- українські військово-політичні і громадські діячі Симон Петлюра, Дмитро Донцов, Микола Плав'юк, Юрій Тютюнник, Петро Шелест;
- українські письменники Василь Стефаник, В'ячеслав Будзиновський, Пантелеймон Куліш, Олесь Гончар, Богдан Лепкий, Лесь Мартович, Дмитро Павличко, Кирило Транквіліон-Ставровецький, Максим Рильський, Павло Тичина;
  - Іван Багряний — у січні 1944, тут написав поему «Гуляй-Поле». Дружина Багряного — Галина Тригуб — родом із Тернопільщини[83];
  - Юрій Андрухович у червні 2008 побував у м. Тернопіль: у артклубі «Коза» декламував власні вірші, новий прозовий твір «Альберт, найвища форма страти» — про події в середньовічному Львові, у вересні виступав у кінотеатрі «Перемога» з музичним гуртом «Karbido»[84];
- композитор Микола Лисенко;
- співаки Дмитро Гнатюк, Соломія Крушельницька, Модест Менцинський, О. Петрусенко, Б. Руденко, Анатолій Солов'яненко;
- диригенти Анатолій Авдієвський, Степан Турчак;
- Президенти України Леонід Кравчук, Віктор Ющенко, Леонід Кучма;
- Габсбурги:
  - 1823 — Франц І — звелів спорудити новий будинок гімназії;
  - 1833 — ерцгерцог (принц) Франц Фердинанд — подарував колекцію монет і виділив кошти на утримання гімназії;
  - 1851 — цісар Франц Йосиф І;
  - у липні 1887 — кронпринц, спадкоємець престолу Рудольф Габсбург — з нагоди чого тут була організована етнографічна виставка;
  - у серпні 1917 — цісар Карл І — у Тернополі та інших містах, після відступу з краю російських окупантів;
- 1917—1919 — архікнязь Вільгельм Г.-Лотрінген, котрий в українській історії відомий як Василь Вишиваний[85].
- король Швеції Карл І;
- кайзер Німеччини Вільгельм II;
- іноземні політики Юзеф Пілсудський, Владислав Гомулка, Ігнацій Дашинський, міністр закордонних справ Бельгії (1917) Еміль Вандервельде, Олександр Керенський;
- посли і мандрівники Ульріх фон Вердум;
- данський дипломат Юст Юль;
- Алехін Олександр Олександрович — російський і французький шахіст, четвертий в історії чемпіон світу з шахів, 1916 р. лікувався в госпіталі Тернополя після контузії; його відвідували місцеві шахісти, провів кілька партій із гри «наосліп»[86]. В Тернополі була зіграна знаменита партія «Фельдта»[87];
- радянські діячі Семен Тимошенко, Микита Хрущов;
- іноземні письменники Джон Рід, Генрик Сенкевич.

### Померли
- Гук Мирослав — окружний референт пропаганди Чортківської округи, лицар Срібного хреста заслуги УПА.
- Євген Мєшковський, генерал УНР, похований на Микулинецькому цвинтарі.
- Прокопчиць Євстахій — український вчений-філолог, громадсько-політичний діяч і педагог, перший директор Тернопільської вищої класичної гімназії, посол до Австрійського парламенту 1848 року;
- російський генерал Голіцин Сергій Федорович.

### Поховані
- Митрополит Мефодій, предстоятель Української автокефальної православної церкви

## Тернопіль у культурі та мистецтві

### Фольклор
- 1980 року створено ансамбль Медобори при Тернопільській обласній філармонії.

### Живопис
- У сучасних тернопільських художників є низка картин, присвячена пам'яткам Тернополя, зокрема, Катедральному собору, вулиці Сагайдачного, Тернопільському замку, Надставній церкві тощо. З ініціативи міської влади та громадських організацій у місті проводяться художні пленери.

### Кіно
- У Тернополі знімався художній фільм «Іван та кобила» (1992), в окремих епізодах чітко видно Тернопільський став, мікрорайон «Дружба», вулиці Валову, Гетьмана Сагайдачного та Юліана Опільського.
- У радянський період зняли ряд документальних фільмів про Тернопіль і Тернопільщину. Це, зокрема, «Сражение за Тарнополь» (1944), «Радянська Тернопільщина» (1978), «Земле моя — Тернопільщина» (1983).
- Тернопіль представлений одним із міст в українському скетчкомі «Країна У» від студії «Квартал 95», де головними дієвими особами є дует Танька і Володька.

### Естрадна музика
- Гурт «Брати Гадюкіни» — пісня «Файне місто Тернопіль».
- Гурт мандрівних дяків «Вертеп» — пісня «Тернопіль».

## Топоніміка
- Торговельний центр «Тернополь» — місто Тирасполь, Молдова / Придністровська Молдавська Республіка
- Вулиця Тернопільська — місто Львів, Україна
- Вулиця Тернопільська — місто Хмельницький, Україна
- Готель «Тернополь» — місто Зеленодольск, Росія, Татарстан

## Міжнародне співробітництво

### Міста-побратими
Тернопіль має 21 міст-побратимів:
- Йонкерс, США (з 1991)

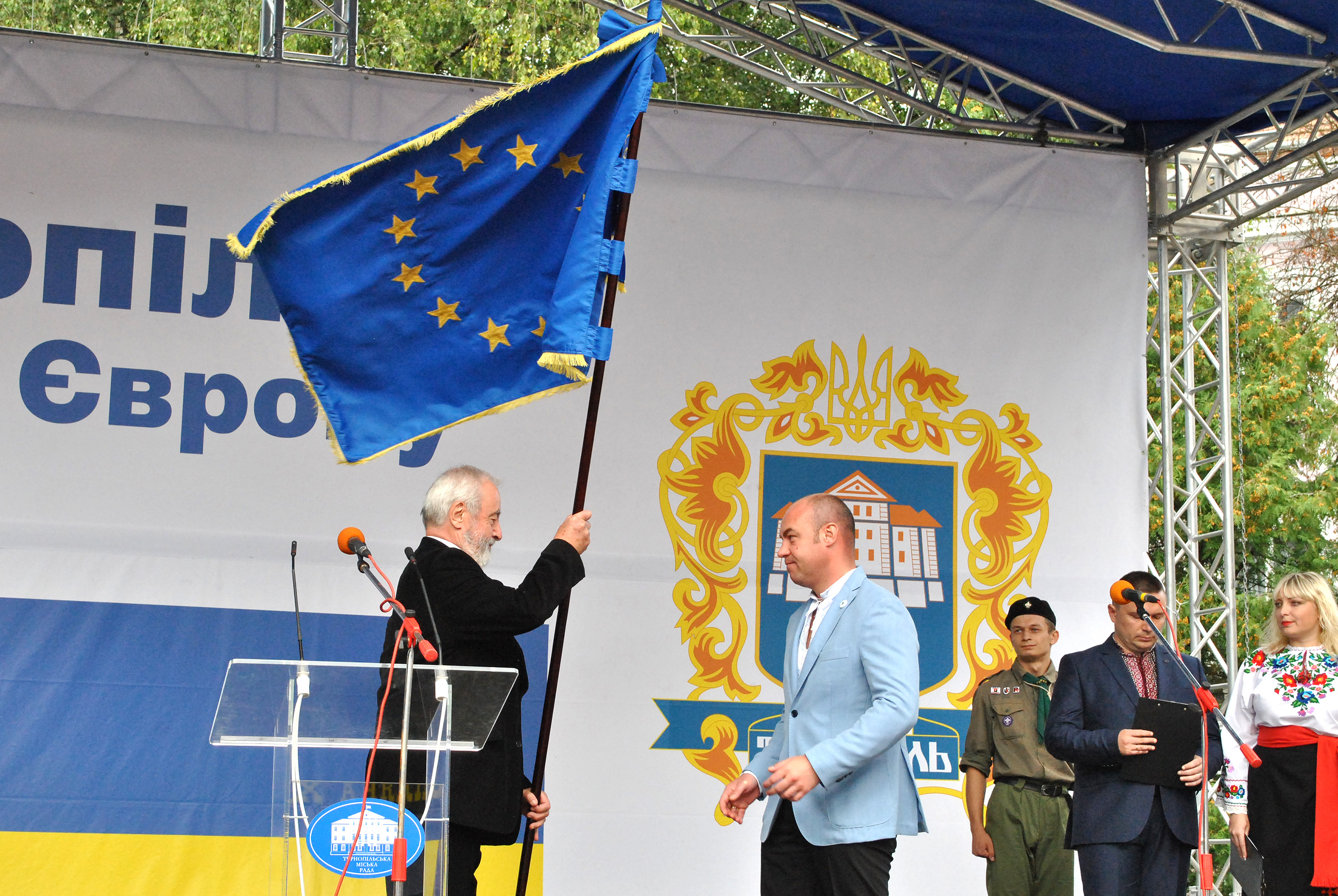
Віктор Руфі вручає Прапор Честі Ради Європи Сергієві Надалу

- Сливен, Болгарія (з 2004)
- Тарнів, Польща (з 2004)
- Хожув, Польща (з 2007)
- Батумі, Грузія (з 2011)
- Тирасполь, Молдова (з 2011)
- Мурсія, Іспанія (з 2015)
- Таураге, Литва (з 2015)
- Суленцинський повіт, Польща (з 2015)
- Єленя-Ґура, Польща (з 2016)
- Апостолес, Аргентина (з 2017)
- Парма, США (з 2018)
- Вільянді, Естонія (з 2019)
- Прудентополіс, Бразилія (з 2019)[89]
- Замостя, Польща (з 2020)
- Ізерлон, Німеччина (з 2022)
- Ерфтштадт, Німеччина (з 2023)
- Роннебю, Швеція (з 2023)
- Мбур, Сенегал (з 2023)
- Сігету-Мармарцієй, Румунія (з 2023)
- Пряшів, Словаччина (з 2024)

З шістьма містами та одним повітом ведеться партнерська співпраця:
- Ельблонг, Польща) (з 1992)
- Радом, Польща (з 2005)
- Вільянді, Естонія (з 2004)
- Шумен (Болгарія) (з 2010)
- Новотомишлянський повіт, Польща (з 2011)
- Сувалки, Польща (з 2017)

### Колишній місто-побратим
- Пенза, Росія (2010—2016)

### Прапор Честі Ради Європи
Офіційне рішення про нагородження Тернопільської міської ради Почесним Прапором було ухвалене на засіданні Комітету з питань соціальної політики, охорони здоров'я та сталого розвитку ПАРЄ 10 квітня 2014 року.
28 серпня 2014 року Тернополю офіційно вручили Прапор Честі Ради Європи. На церемонію вручення, що відбулася в День храмового празника Успіння Пресвятої Богородиці та Дня міста на вулиці Гетьмана Сагайдачного біля пам'ятника Іванові Франку прибули представники Ради Європи та іноземні делегації. Почесний Прапор для міста з рук почесного члена парламентської Асамблеї Ради Європи, колишнього члена парламенту Швейцарської Конфедерації Віктора Руфі отримав міський голова Сергій Надал.